# Normandia
La Normandia è una regione storica e amministrativa della Francia.
Si affaccia a nord sul canale della Manica e confina a sud-ovest con la Bretagna, a sud con i Paesi della Loira e con il Centro-Valle della Loira, a est con l'Île-de-France e a nord-est con l'Alta Francia. Occupa la bassa vallata della Senna (Alta Normandia) e si estende verso ovest fino alla penisola del Cotentin (Bassa Normandia).
Era una delle province storiche della Francia, che nel 1790 fu suddivisa in cinque dipartimenti (Calvados, Manica, Orne, Eure e Senna Inferiore, divenuta poi Senna Marittima). Nel 1956 i primi tre furono raggruppati nella regione amministrativa della Bassa Normandia e gli ultimi due in quella dell'Alta Normandia. Un soggetto ricorrente nelle contestazioni delle suddivisioni regionali è stata la richiesta di riunire i cinque dipartimenti normanni in una sola regione. Tale obiettivo è stato raggiunto il 17 dicembre 2014, quando l'Assemblea nazionale ha dato il via libera definitivo alla riduzione delle regioni della Francia metropolitana da 22 a 13: una di queste è la Normandia, i cui confini ricalcano quasi completamente quelli della provincia storica, a eccezione di qualche comune e con l'aggiunta di parte dell'antica contea del Perche a sud.
La Normandia conta più di 3,2 milioni di abitanti, che prendono il nome di normanni (Normands), con una densità di popolazione di 115 ab./km², superiore alla media nazionale di 102. Le città principali, considerando il numero di abitanti dell'agglomerazione urbana riportato tra parentesi, sono:
- Rouen (485 000 abitanti), ex prefettura della regione dell'Alta Normandia, capitale storica e prefettura della Normandia;
- Le Havre (245 000 abitanti), prima città della Normandia per popolazione comunale e secondo porto francese;
- Caen (235 000 abitanti) ex prefettura della regione della Bassa Normandia e sede del consiglio regionale della Normandia;
- Évreux (84 000 abitanti);
- Cherbourg (82 000 abitanti).

## Storia

### La Normandia prima della conquista romana
La presenza umana in epoca preistorica è attestata da ritrovamenti di industria litica soprattutto nell'Eure e nel Calvados. La grotta di Gouym presso Rouen conserva incisioni parietali ed è la grotta decorata più settentrionale d'Europa. Nel territorio inoltre sono visibili numerosi monumenti megalitici.
La situazione in epoca celtica è meglio conosciuta, grazie a fonti archeologiche abbastanza abbondanti e ben datate. Già nel XIX secolo l'Abate Cochet, un erudito locale, aveva iniziato a studiare i resti archeologici, principalmente nell'Alta Normandia, tra cui si possono citare alcune scoperte notevoli, come quella dell'elmo gallico dorato di Amfreville-la-Mi-Voie, del IV secolo a.C., o quello in ferro del museo di Louviers, o siti come la grande necropoli di Pîtres, nell'Eure, con le sue urne funerarie, le sue spade e tracce di tombe con deposizione di carri da guerra. Una necropoli della fine della cultura di Hallstatt o dell'inizio di quella di La Tène è stata rinvenuta a Ifs nel Calvados.
Tra il IV e il III secolo a.C. le popolazioni celtiche dei Belgi si stanziarono nella regione in ondate successive e la testimonianza del De bello Gallico di Cesare ci permette di identificare i differenti popoli e i loro oppida che alla metà del I secolo a.C. erano lì presenti. Tra questi i Caleti (Lillebonne o Juliobona), i Veliocassi (Rouen o Rotomagus), i Diablinti, i Baiocassi (Bayeux o Augustodurum) i Lexoviani (Lisieux o Noviomagus) e gli Aulerci Eburovici (Évreux o Mediolanum). Altri centri furono Breviodurum (Brionne), Caracotinum (Harfleur), Augusta (Eu).
Negli anni 57-56 a.C. le popolazioni si riunirono nella resistenza alle legioni romane, che continuò per qualche tempo anche dopo la sconfitta gallica ad Alesia. Nel 51 a.C. la regione, parte della Gallia transalpina, era stata sottomessa a Roma.

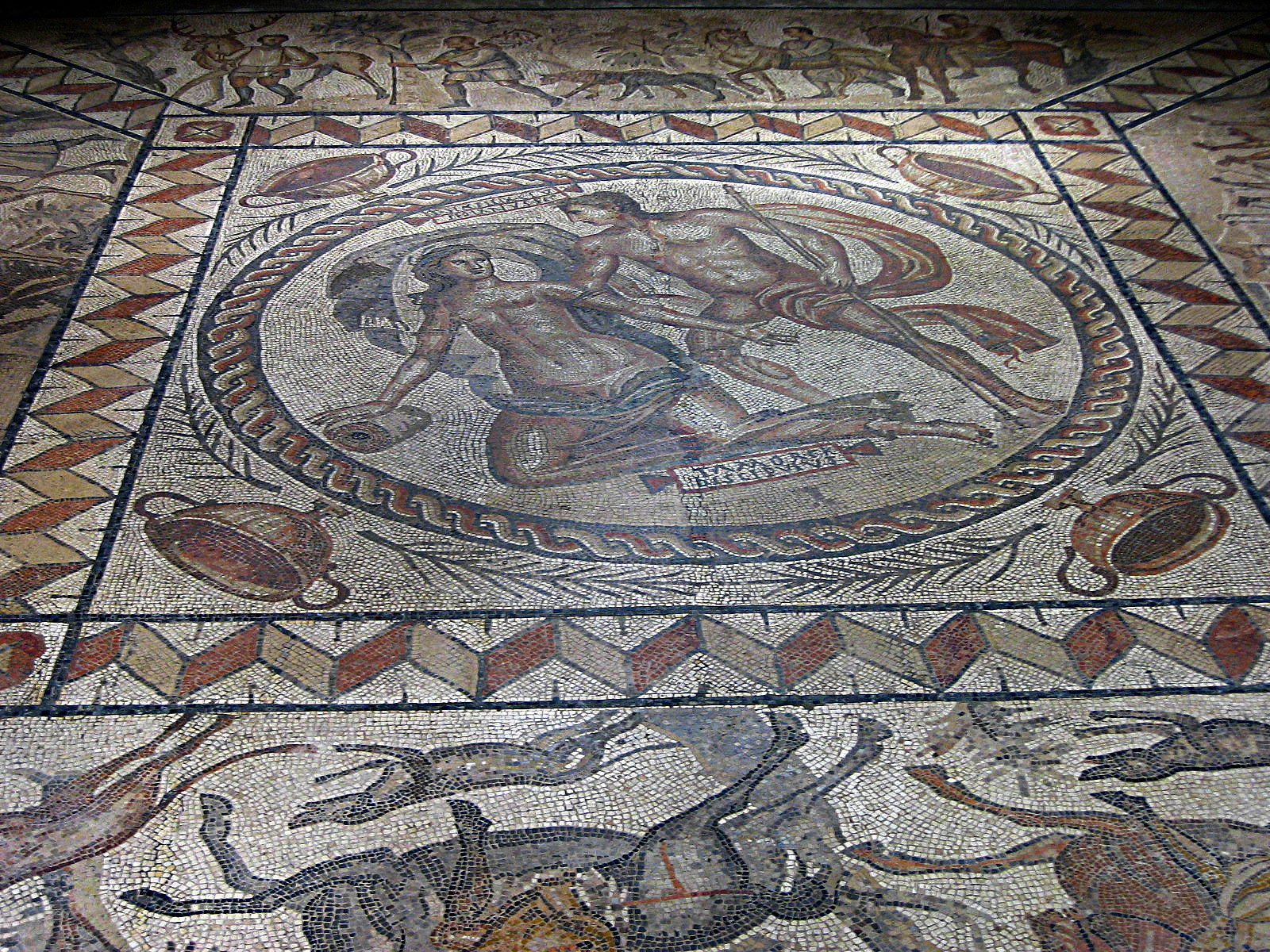
Mosaico di Orfeo ritrovato a Juliobona (Lillebonne), museo di antichità della Senna Marittima.

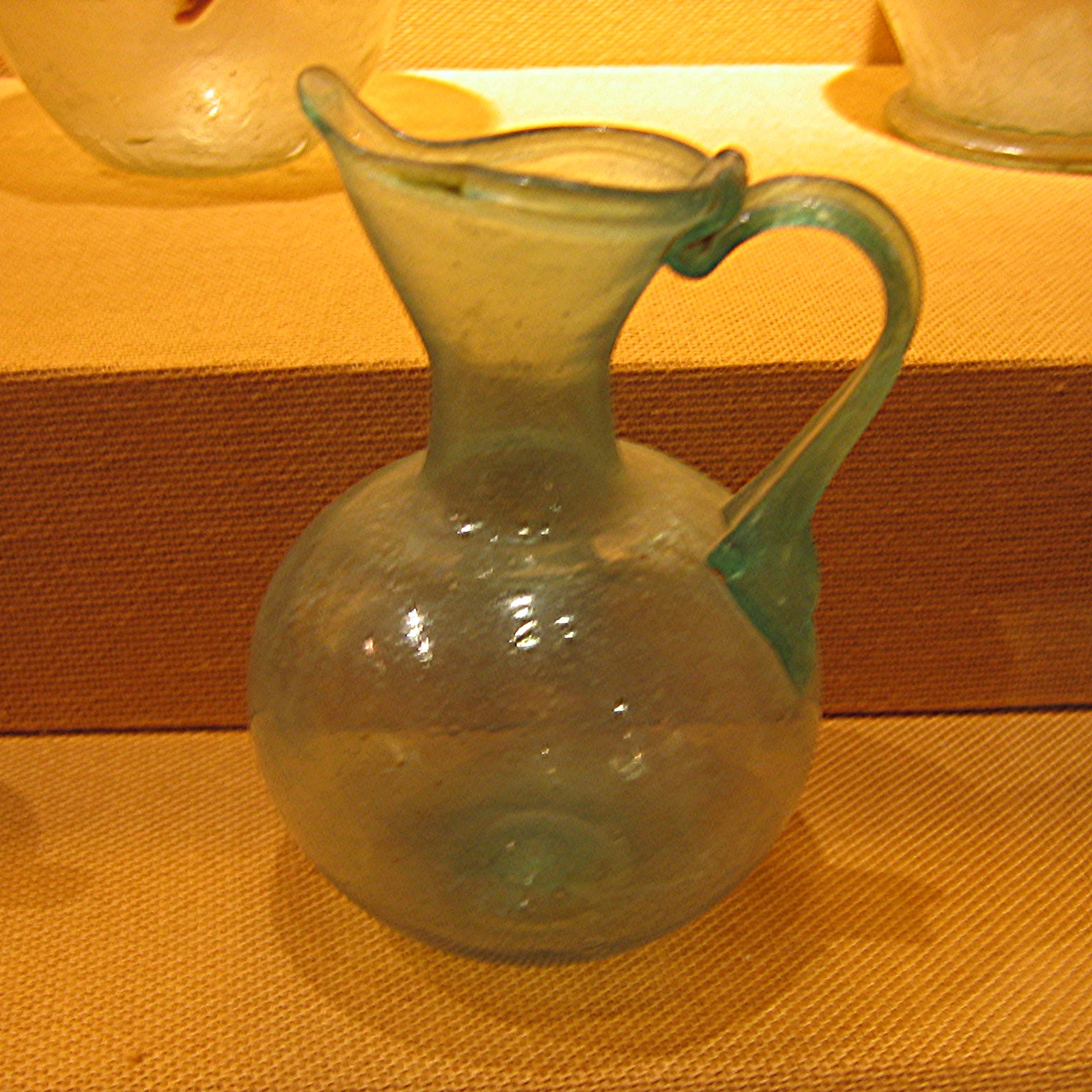
Caraffa romana, museo di antichità della Senna Marittima.

Nella riorganizzazione delle province galliche attuata sotto Augusto nel 27 a.C. il territorio dei Caleti e dei Veliocassi fu inserito nella provincia della Gallia Lugdunense, mentre il resto del territorio entrò a fare parte della provincia della Gallia Belgica.
La romanizzazione avvenne, come in tutto l'occidente, attraverso la costruzione di strade e una politica di urbanizzazione degli antichi centri locali già citati.
Gli scavi condotti durante la costruzione dell'autostrada A29, nella Senna Marittima, hanno rivelato numerose ville rurali, con piante longitudinali e facciate aperte verso sud, oppure con piante più tradizionali, a corte centrale (villa di Sainte-Marguerite-sur-Mer, presso Dieppe). La costruzione avveniva con l'uso di materiali locali, ma anche in mattoni. Presso Harfleur sono stati rinvenuti i resti di un fanum gallo-romano, della serie dei piccoli santuari di tradizione locale, con pianta centrale, spesso quadrata.
A Évreux il sito romano (Viel Evreux) ha rivelato la presenza di un centro di pellegrinaggio che comprendeva un foro, una basilica monumentale, delle terme, due fana e il secondo più grande teatro della Gallia.
Un'iscrizione del 235-238 d.C., ritrovata a Vieux presso Caen nel XVI secolo (marmo di Thorigny), riporta l'erezione di una statua a Titus Sennius Solemnis, sacerdote presso l'altare delle tre Gallie di Lione e l'elenco delle civitates di Rotomagus (Rouen), Noviomagus (Lisieux), Augustodorum (Bayeux) e Aragenuae (Vieux).
Nel secondo terzo del III secolo d.C. la regione fu devastata da incursioni barbariche, di cui resta traccia nei segni di incendio osservati negli edifici rinvenuti negli scavi e nel frequente ritrovamento di tesoretti di monete. La costa subì le invasioni dei Sassoni, contro i quali fu stanziata nel 298 una legione per volere di Costanzo Cloro, in onore del quale l'accampamento prese il nome di Constantia (Coutances): dal suo territorio (pagus Costantinus) prenderà il nome la penisola del Cotentin.
Nel corso della riforma provinciale voluta da Diocleziano la Normandia diventò provincia a sé con il nome di Gallia Lugdunense Seconda.
In quell'epoca iniziò anche la cristianizzazione della regione: alla metà del III secolo d.C. Mellone è ordinato vescovo di Rouen.
A partire dal 406 le popolazioni germaniche si riversarono sull'occidente e l'autorità dell'imperatore romano si indebolì fino a scomparire. I Sassoni si installarono sulle coste, le ville rurali furono abbandonate e i centri urbani si rinchiusero nelle loro mura.

### La Normandia nell'Alto Medioevo
Nel 486 le regioni tra i fiumi Somme e Loira passarono sotto il controllo del re dei Franchi, Clodoveo. La penetrazione franca non fu massiccia in questi territori: sono conosciute necropoli a Envermeu, Londinières, Hérouvillette e Douvrend. La parte orientale, più prossima a Parigi, fu luogo di residenza per numerosi membri della casa reale merovingia. Sono di origine franca i toponimi in -ville e in -court. A questo periodo risale anche la suddivisione del territorio in contee.
La cristianizzazione, iniziata in epoca tardo-romana, si diffuse con la costruzione di chiese nelle città principali e in alcune località suburbane e di oratori sulle strade. L'istituzione delle parrocchie si realizzò progressivamente in tempi piuttosto lunghi e le tombe si raggrupparono intorno alle chiese parrocchiali.
A partire dal VI secolo si sviluppò il monachesimo, soprattutto nella parte occidentale, più isolata, e nel VII secolo si ebbero diverse fondazioni monastiche nella valle della Senna: l'Abbazia di Saint-Wandrille de Fontenelle nel 649, l'abbazia di Jumièges verso il 654 e ancora Pavilly e Montivilliers. I centri monastici adottarono presto la regola benedettina e divennero proprietari di grandi possedimenti fondiari, sparsi per tutta la Francia, da cui ricavavano rendite consistenti, giocando quindi un ruolo importante nelle lotte politiche e dinastiche del periodo.

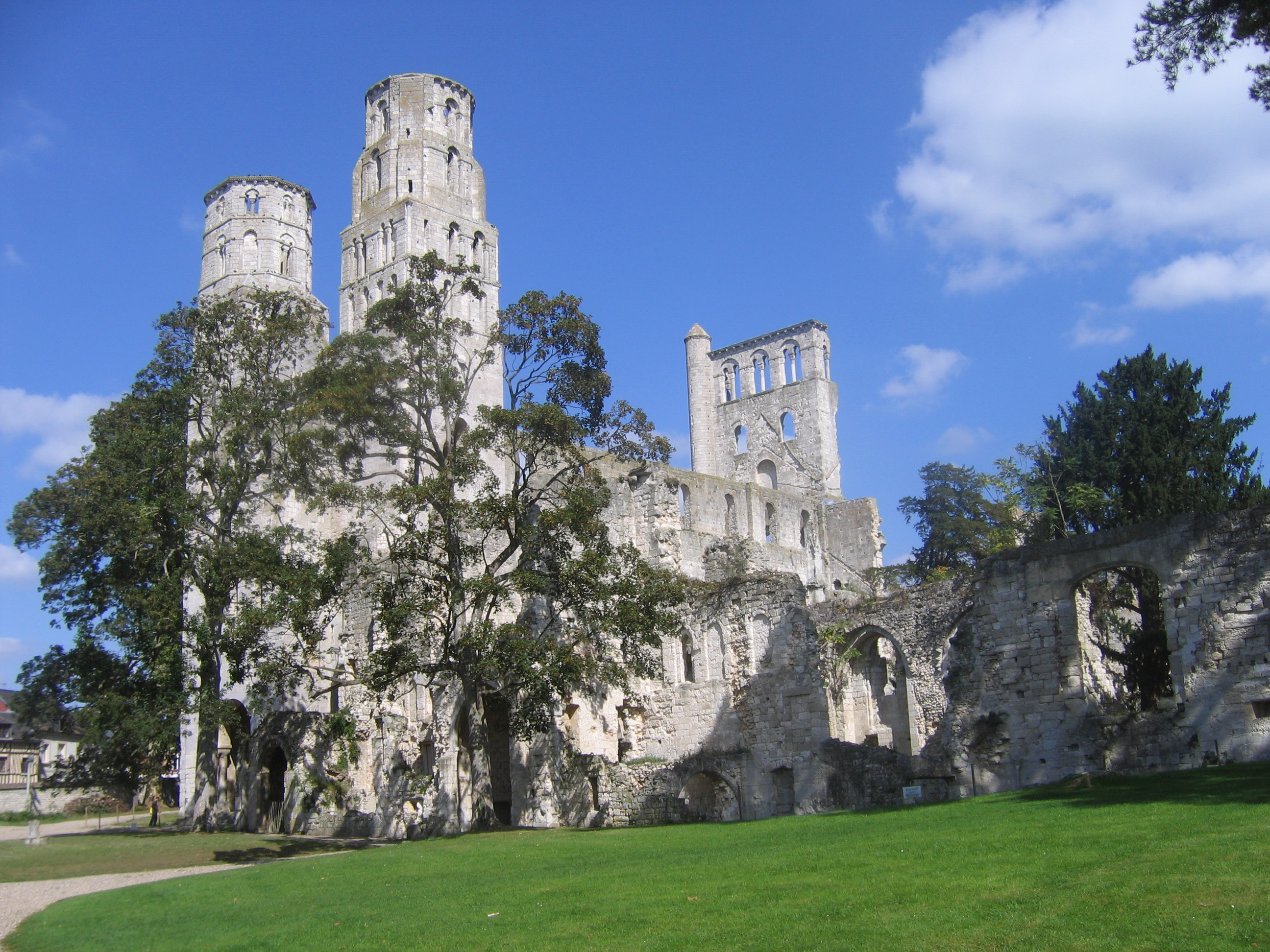
Abbazia di Jumièges.

A partire dal 790 si ebbero le prime incursioni dei Vichinghi, che venivano chiamati Northmanni o Normanni, con il significato di "uomini del Nord" (ed è da questa denominazione che la Normandia assunse in seguito il suo attuale nome). Negli anni 790 le spedizioni toccarono le coste occidentali e a partire dagli inizi del IX secolo le coste del Canale della Manica, risalendo le valli fluviali per impadronirsi delle ricchezze dei monasteri, mal difesi. Un'incursione dell'841 provocò grandi distruzioni a Rouen e a Jumièges e nell'845 i Vichinghi arrivarono fino a Parigi.
Le prime incursioni erano razzie, dopo le quali i Vichinghi ritornavano alle loro sedi in Scandinavia, ma a partire dall'851 cominciarono a svernare nella bassa valle della Senna. Dopo l'incendio dell'abbazia i monaci di Saint-Wandrille de Fontenelle dovettero rifugiarsi a Boulogne-sur-Mer nell'858 e a Chartres nell'885, mentre le reliquie di santa Onorina furono trasportate dall'abbazia di Graville a Conflans, nella regione parigina. Anche una parte delle biblioteche monastiche fu trasferita (parte dei volumi dell'abbazia di Jumièges a San Gallo), mentre parte venne distrutta dai saccheggi e dagli incendi.
I re carolingi ebbero una politica incerta e contraddittoria. Carlo II il Calvo concesse nell'867 al capo bretone Salomone la contea del Cotentin, a condizione di riceverne il giuramento di fedeltà e aiuto contro i Vichinghi.

### Il Ducato di Normandia
Nel 911 fu siglato un accordo tra il capo norvegese Rollone e il re Carlo III di Francia, in base al quale i Normanni occupavano le terre della bassa valle della Senna (equivalente all'Alta Normandia) in cambio di un giuramento di vassallaggio (che fu pronunciato nel 940) e di un impegno a ricevere il battesimo. Da allora, e fino al 1204 la Normandia fu un ducato indipendente che, dopo la vittoria alla battaglia di Hastings da parte di Guglielmo I d'Inghilterra, farà parte della Corona d'Inghilterra.

### La Normandia francese nel basso medioevo

#### Integrazione

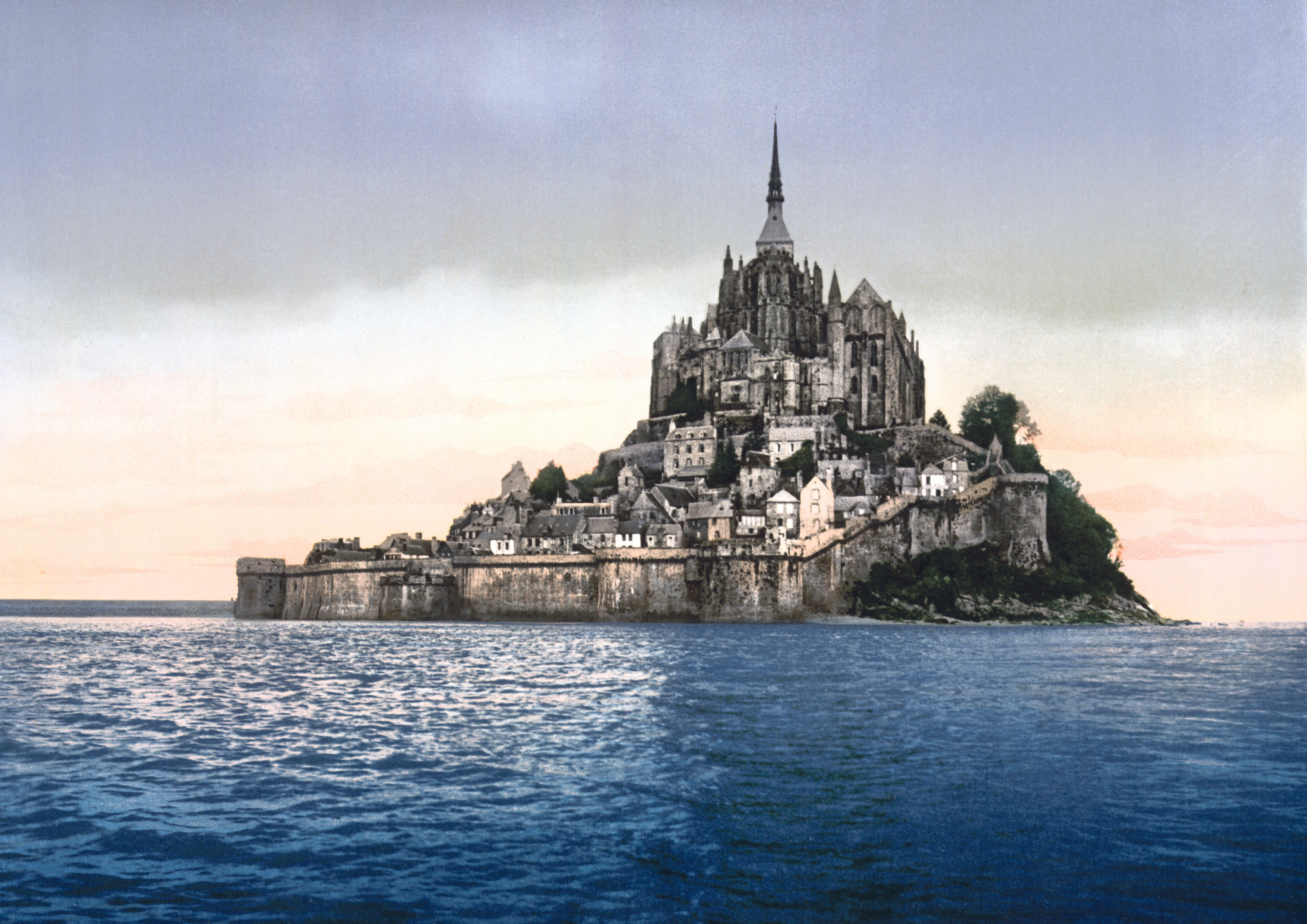
L'abbazia di Mont-Saint-Michel

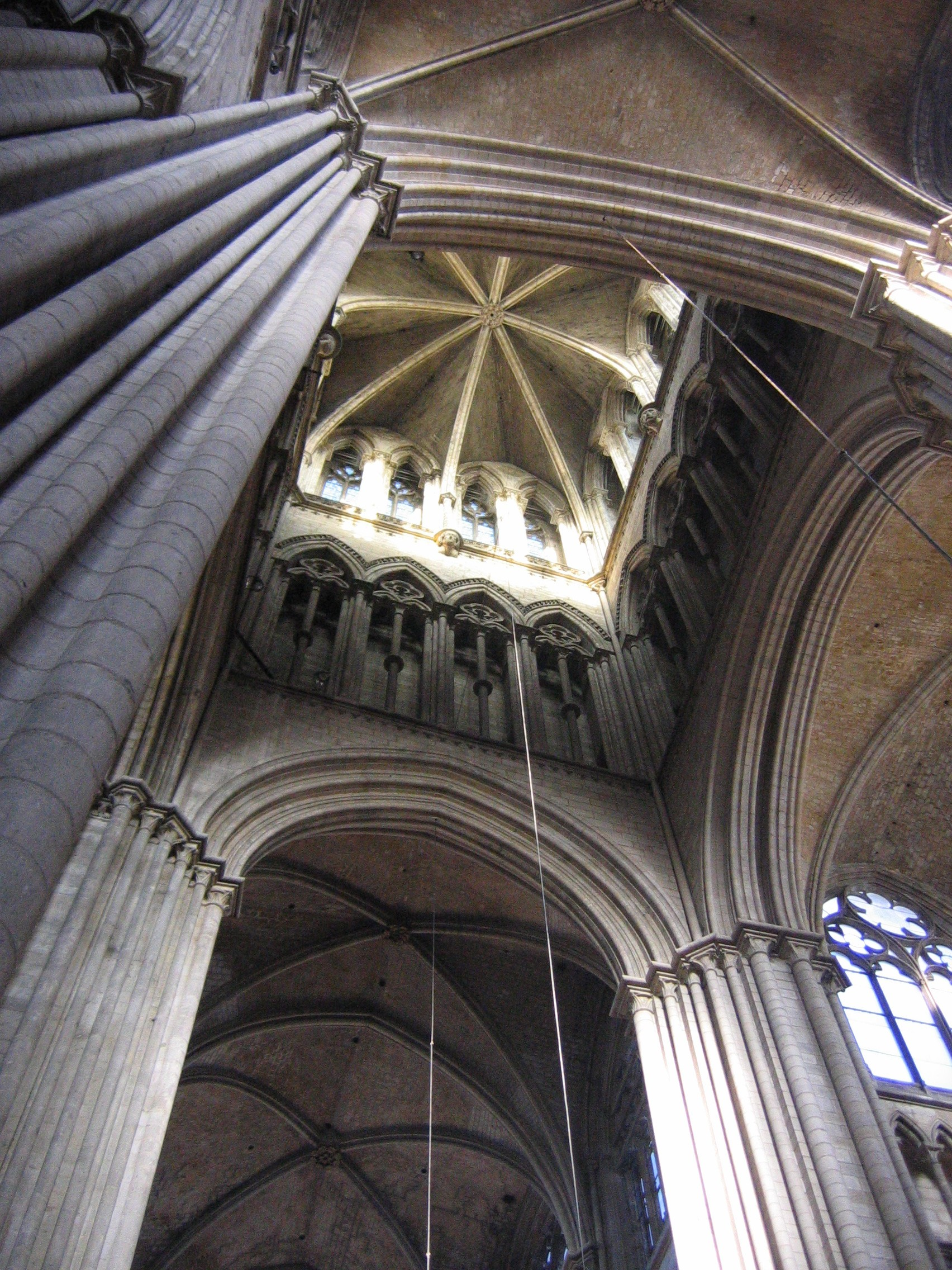
Interno della cattedrale di Rouen, con la torre-lanterna.

La politica del re Filippo Augusto fu rivolta a favorire l'integrazione del ducato al dominio reale. Mantenne le specificità normanne: furono confermati gli statuti di Rouen che davano ai mercanti della città il monopolio della navigazione sulla Senna, fu conservata l'istituzione dello Scacchiere, corte giudiziaria e amministrativa del ducato, come anche il Costume normanno. Il re controllò strettamente i suoi vassalli e lasciò l'istituzione delle viscontee. Lasciò ai capitoli delle cattedrali il compito di scegliere il proprio vescovo. Installò in tutta la regione dei baillis francesi.
Profittando della sicurezza continuò il dissodamento di nuove terre, spesso incoraggiato dai signori e dallo stesso re, che dotavano di privilegi i nuovi borghi e villaggi. Le culture furono maggiormente diversificate (grano, orzo, guado, lino, canapa, legumi).
Crebbero anche le città: Rouen venne dotata della terza cinta di mura e le fiere attiravano mercanti dalle regioni vicine. Il re Filippo il Bello vi costruì nel porto un arsenale (Clos aux galées). I mercanti della città esportavano vino e grano in Inghilterra, da cui provenivano stagno, lana e tessuti.
L'architettura conserva nella prima metà del XIII secolo la propria originalità, come per le lanterne a base quadrata che svettavano sopra le cattedrali (Rouen). Più tardi si impose il gotico francese, con edifici più luminosi per la soppressione delle tribune e con l'introduzione degli archi rampanti. I lavori sono finanziati dal re e dai signori più importanti (Filippo Augusto contribuì alla costruzione della Merveille nell'abbazia del Mont Saint Michel.

#### L'inizio della crisi
Alla fine del secolo si moltiplicarono i torbidi legati alle imposte: nel 1281 il sindaco di Rouen venne assassinato e le case dei nobili saccheggiate nel corso di una rivolta. Il re Filippo il Bello reagì sopprimendo il comune e togliendo ai mercanti il monopolio della navigazione sulla Senna fino al 1294.
Le riforme monetarie della moneta reale diminuirono le rendite dei borghesi e in seguito a nuove agitazioni venne concessa la prima Carta ai Normanni nel 1315, seguita da una seconda nel 1339, con le quali si riaffermava l'autonomia della regione in materia di giustizia e di imposte. Gli Stati di Normandia, assemblee convocate per regolare i problemi finanziari del regno, divennero permanenti e influenti.

#### La Normandia durante la guerra dei cent'anni (XIV e XV secolo)

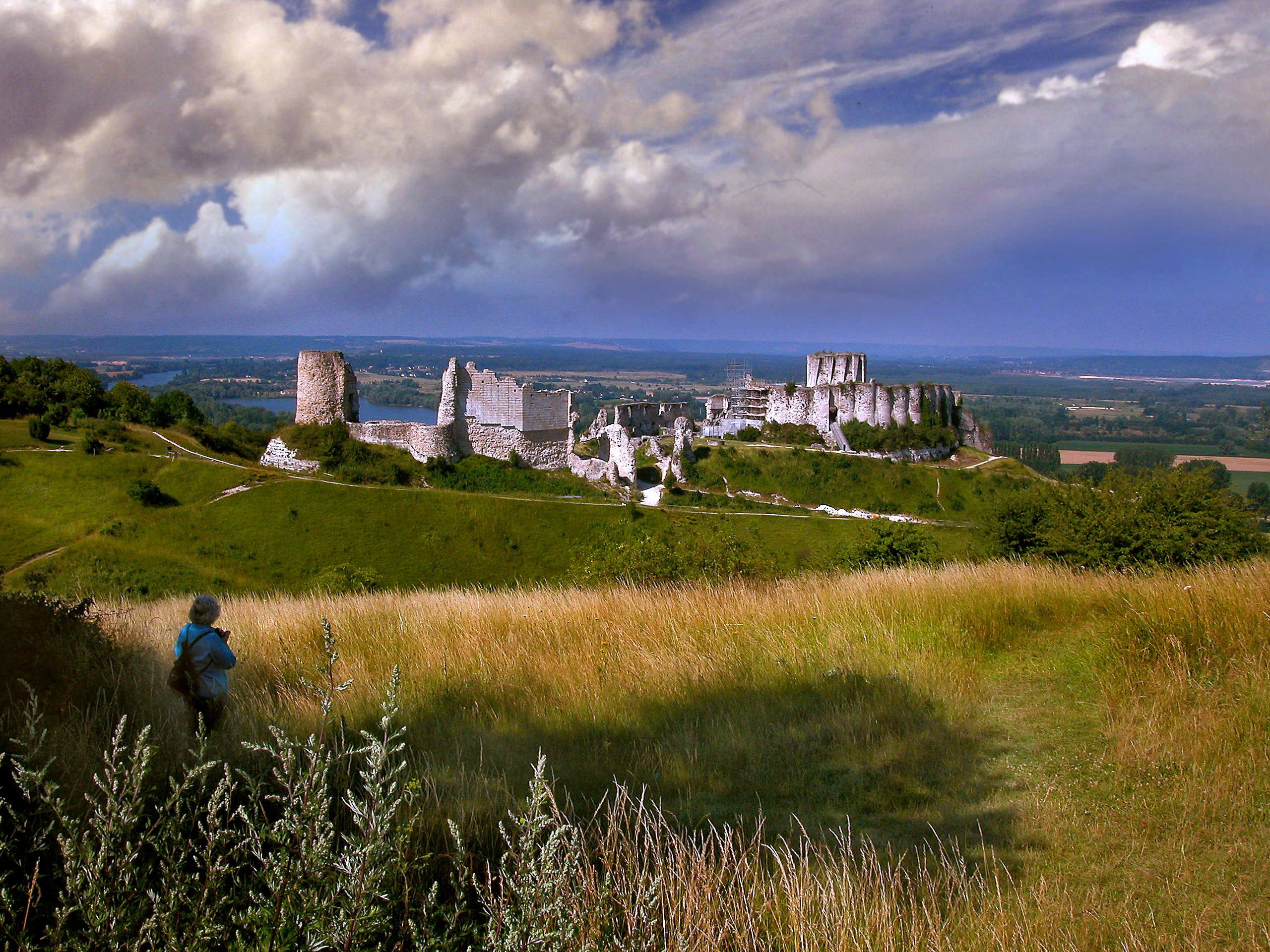
Il Castello di Gaillard.

La "peste nera" tocca la Normandia a partire dal 1348 con una serie di epidemie ricorrenti, che si aggiungono alle devastazioni della guerra e alle carestie. La difficile situazione provoca rivolte popolari, come quella di Rouen contro le imposte nel 1382.
La Normandia fu inoltre il teatro di una violenta opposizione tra il re di Francia Giovanni il Buono e il re di Navarra Carlo II il Malvagio: questi, nipote da parte di madre del re Filippo il Bello, rivendicava infatti diritti sul trono di Francia. In Normandia possedeva la contea di Évreux e approfittò della guerra dei cent'anni alleandosi con l'Inghilterra.
Dopo avere ingrandito i propri domini normanni in seguito al trattato di Mantes fu imprigionato nel 1354 a Château Gaillard, da dove riuscì a fuggire nel 1357. Fomentò quindi le rivolte contro le imposte, ma fu sconfitto dall'esercito francese, comandato da Bertrand du Guesclin a Cocherel nel 1364. Con il trattato di Avignone, nel 1365, Carlo rinunciò ai propri possessi normanni in favore del re di Francia, ottenendo in cambio la città di Montpellier.
Dopo una sospensione di qualche anno la guerra dei cent'anni riprese, interessando la Normandia in misura ancora maggiore che nella sua prima fase.
Nell'agosto del 1415 il re di Inghilterra Enrico V sbarcò alla foce della Senna con l'intenzione di conquistare la Francia. Pose l'assedio a Harfleur, che finì per cadere, e sconfisse i francesi ad Azincourt, conquistando l'intera regione. Nel 1419 cadde il capoluogo normanno Rouen e gli inglesi si impadronirono di buona parte del regno di Francia.
Con il trattato di Troyes del 1420 Enrico V d'Inghilterra ottenne in sposa Caterina di Francia, figlia del re Carlo VI e la promessa che alla morte del re Carlo, egli stesso o suo figlio avrebbero riunito la corona di Francia a quella di Inghilterra. Nel 1422 morirono sia Carlo VI che Enrico V, e, dal momento che il figlio di quest'ultimo, Enrico VI, era ancora in fasce, assunse la reggenza Giovanni Plantageneto, I duca di Bedford.
Il duca di Belford creò a Caen l'università e tentò di controllare il particolarismo dei nobili normanni. Il malcontento della popolazione, tuttavia, si accresce a causa dell'eccessiva pressione fiscale. Nel 1431 ottenne che Giovanna d'Arco, catturata all'assedio di Compiègne, dopo un lungo processo che si svolse a Rouen, fosse condannata a morte e bruciata sul rogo. Nel 1434 il peso delle imposte che gli Inglesi continuavano a esigere determinò un clima generale di rivolta.
Nel 1449 le offensive dell'esercito del re di Francia Carlo VII nella penisola del Cotentin e nel centro della regione, segnarono l'inizio della liberazione e l'occupazione inglese della Normandia si concluse nel 1450, dopo la battaglia di Formigny, nell'attuale dipartimento del Calvados, e Cherbourg fu l'ultima città liberata nell'estate di quell'anno: iniziò quindi un periodo di ricostruzione a seguito delle devastazioni della guerra.

### Dal XVI al XVIII secolo

#### Il Rinascimento in Normandia
Dopo le devastazioni del periodo precedente, tra il 1337 e il 1450 si ebbe una ripresa della crescita demografica e, intorno al 1530, il livello della popolazione raggiunse di nuovo quello che era prima della crisi.
Nel 1517 il re Francesco I creò il porto e la città di Le Havre; a Rouen l'industria tessile conobbe uno sviluppo senza precedenti. I pescatori normanni si spingevano fin nel mar Baltico per la pesca delle aringhe, o a Terranova per i merluzzi e riportavano il sale prodotto a Guérande, nell'attuale dipartimento della Loira Atlantica. Fino al 1570 il canale della Manica fu luogo di passaggio per le navi commerciali che si dirigevano a Londra o ad Anversa. I mercanti normanni importavano materie prime dalle isole britanniche (lana, stagno, cuoio) e il sale e allume dal meridione, e frequentavano il porto di Anversa. Harfleur accoglieva mercanti spagnoli.
La Normandia partecipò al movimento delle grandi scoperte geografiche: in particolare da Honfleur partì nel 1503 la spedizione di Binot Paulmier de Gonneville, che raggiunse le coste del Brasile, mentre Jean Denis, sempre di Honfleur, raggiunse nel 1506 la Terranova e la foce del fiume San Lorenzo. Ancora nel 1608 la spedizione di Samuel de Champlain portò alla fondazione della città di Québec.
Durante il regno di Francesco I l'armatore di Dieppe Jean Ango inviava le sue navi sulle coste di Sumatra, in Brasile e in Canada e Dieppe fu sede di una scuola di cartografia e idrografia diretta da Pierre Desceliers. I mercanti di Rouen inviarono Giovanni da Verrazzano alla ricerca del legno pregiato del Brasile e in America meridionale e nel 1550 una "festa brasiliana" fu organizzata a Rouen sulla Senna in onore della visita del re Enrico II.
Lo sviluppo della prima metà del XVI secolo e la presenza di prestigiosi mecenati permisero la fioritura del Rinascimento in Normandia. La nuova prosperità e il dinamismo economico della regione si riflessero nella costruzione di innumerevoli residenze nelle campagne o nelle grandi città. Le residenze rurali applicarono elementi del Rinascimento italiano a edifici che conservavano ancora un impianto di tradizione gotica e fu in voga una profusione decorativa. I materiali utilizzati furono il mattone, il legno e la pietra. Lo sviluppo di queste costruzioni si interruppe con le guerre di religione della seconda metà del secolo.
Tra i mecenati possono essere citati Georges II d'Amboise e la famiglia d'Estouteville, mentre i principali castelli e palazzi costruiti o rimaneggiati in questo periodo, furono:

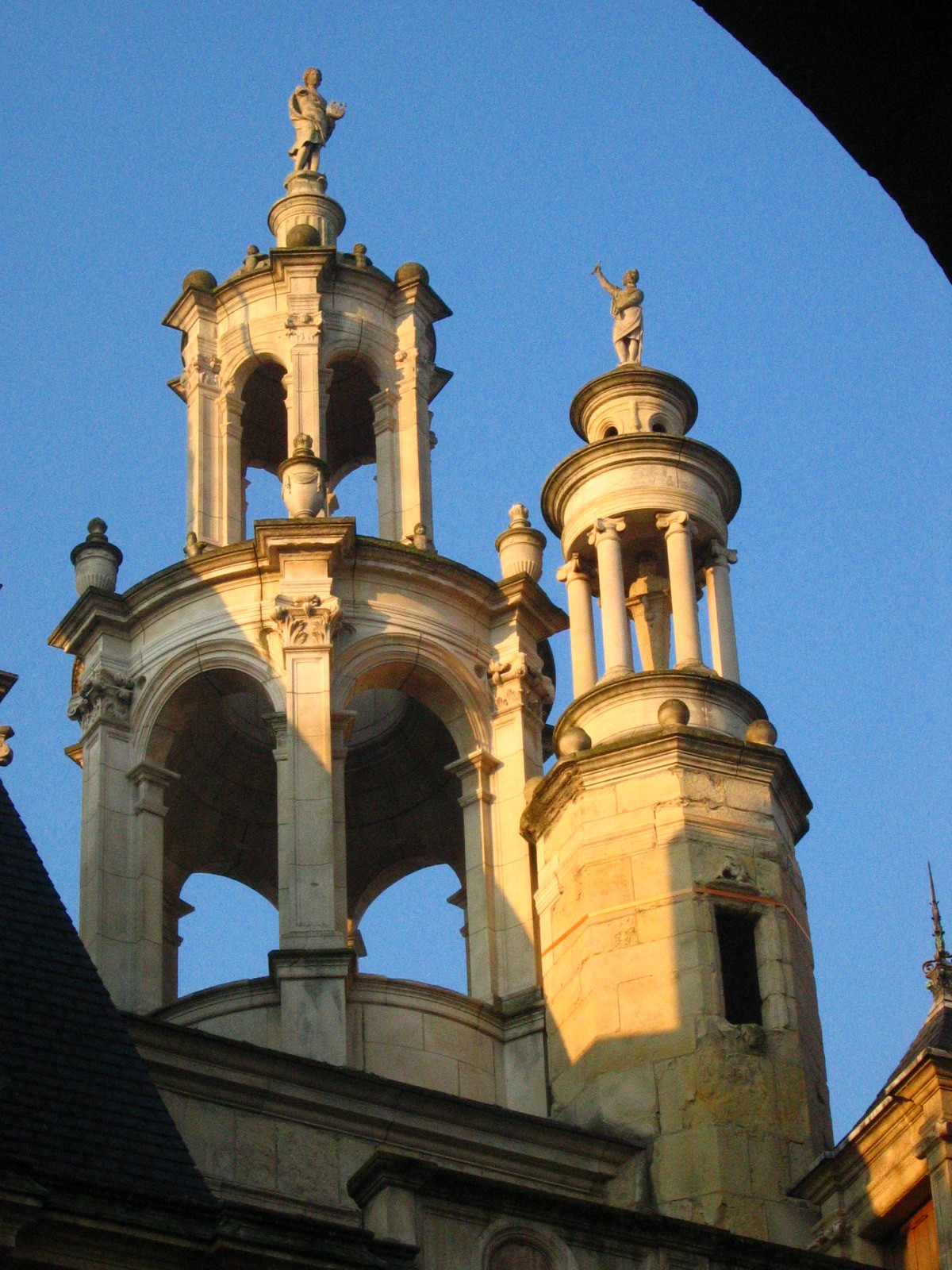
Particolare del palazzo d'Escorville, a Caen

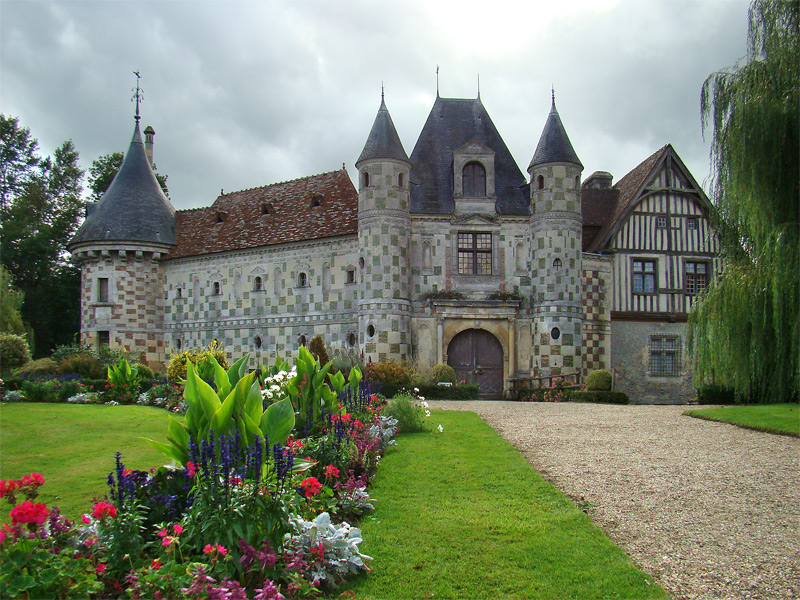
Il castello di Saint-Germain-de-Livet.

- il castello di Fontaine-Henry (Calvados);
- il castello di Gaillon (Eure);
- il castello d'Ô, tra Sées e Argentan (Orne);
- il castello di Carrouges (Orne):
- il castello di Tourlaville (Manica);
- il castello d'Ételan a Saint-Maurice-d'Ételan (Senna Marittima);
- il castello di Bailleul (Orne);
- il padiglione rinascimentale nel castello di Lion-sur-Mer (Calvados);
- la residenza estiva di Jean Ango a Varengeville, del 1532-1534 (Senna Marittima);
- il castello di Saint-Germain-de-Livet, del 1561-1578 (Calvados);
- il palazzo d'Escoville a Caen (Calvados);
- il palazzo di Bourgtheroulde a Rouen (Senna Marittima);
- il palazzo episcopale di Bayeux (Calvados).

Tra gli edifici ecclesiastici, si citano:
- l'abside della chiesa di Saint-Pierre a Caen (Calvados);
- la cattedrale di Évreux (Eure);
- la chiesa di Saint-Jacques, a Dieppe (Senna Marittima);
- la chiesa di Gisors Eure;
- la chiesa di Les Andelys (Eure);
- la chiesa abbaziale di Valmont (Senna Marittima);
- la chiesa di Vatteville-la-Rue (Senna Marittima);
- la chiesa di San Francesco a Le Havre (Senna Marittima);
- la "Grosse Tour" ("Torre Grossa") della chiesa di Gisors (Eure);
- le torri e la navata della cattedrale di Le Havre. (Senna Marittima).

Si citano infine il palazzo dell'Ufficio delle Finanze di Rouen.

#### Le guerre di religione in Normandia
La Riforma protestante si diffuse abbastanza presto in Normandia, a partire dagli anni 1530, soprattutto nelle città (Alençon) e nella valle della Senna (Caudebec-en-Caux). La penisola del Cotentin fu raggiunto solo più tardi, nella seconda metà del XVI secolo. Il successo della Riforma fu dovuto al traffico delle indulgenze e all'assenza dei curati, in una regione relativamente ricca e culturalmente vivace e aperta, per influsso dei commerci. I protestanti erano soprattutto membri della piccola nobiltà, borghesi e artigiani dell'industria tessile.
Nel XVI secolo si ebbero anche in Normandia gli episodi di lotte e violenza delle guerre di religione:
- 1562: violenze in diverse città, assedio e saccheggio di Rouen, trattato di Hampton Court;
- 1572: San Bartolomeo - massacro dei protestanti a Rouen;
- 21 settembre 1589: Battaglia di Arques;
- 1590: battaglia d'Ivry.

Alla fine del secolo la diffusione della riforma ebbe un arresto, sebbene resti relativamente ben impiantata ad Alençon e a Caen.
Poco prima dell'editto di Fontainebleau, con cui il re Luigi XIV revocava nel 1685 l'editto di Nantes, la Normandia aveva circa 200 000 protestanti, che costituivano la parte più attiva e dinamica della popolazione. Un gran numero di questi, approfittando della vicinanza con il mare, preferirono al momento della revoca spostarsi nei paesi protestanti dell'Inghilterra e dei Paesi Bassi, con cui intrattenevano da lungo tempo relazioni commerciali. Molte abitazioni furono lasciate deserte e le città risentirono del calo demografico. Rouen passò da 86 000 a 60 000 abitanti; l'emigrazione di quattromila protestanti da Caen, quasi tutti ricchi commercianti marittimi, impoverì la popolazione; tutti i protestanti di Coutances emigrarono trasferendo le proprie manifatture di tessuti e lo stesso avvenne in altre città: in molti casi gli operai più abili, anche cattolici, seguirono i proprietari per non perdere il lavoro e questa massiccia emigrazione rovinò per diversi anni il commercio e l'industria della regione.

#### La Normandia nel secolo di Luigi XIV

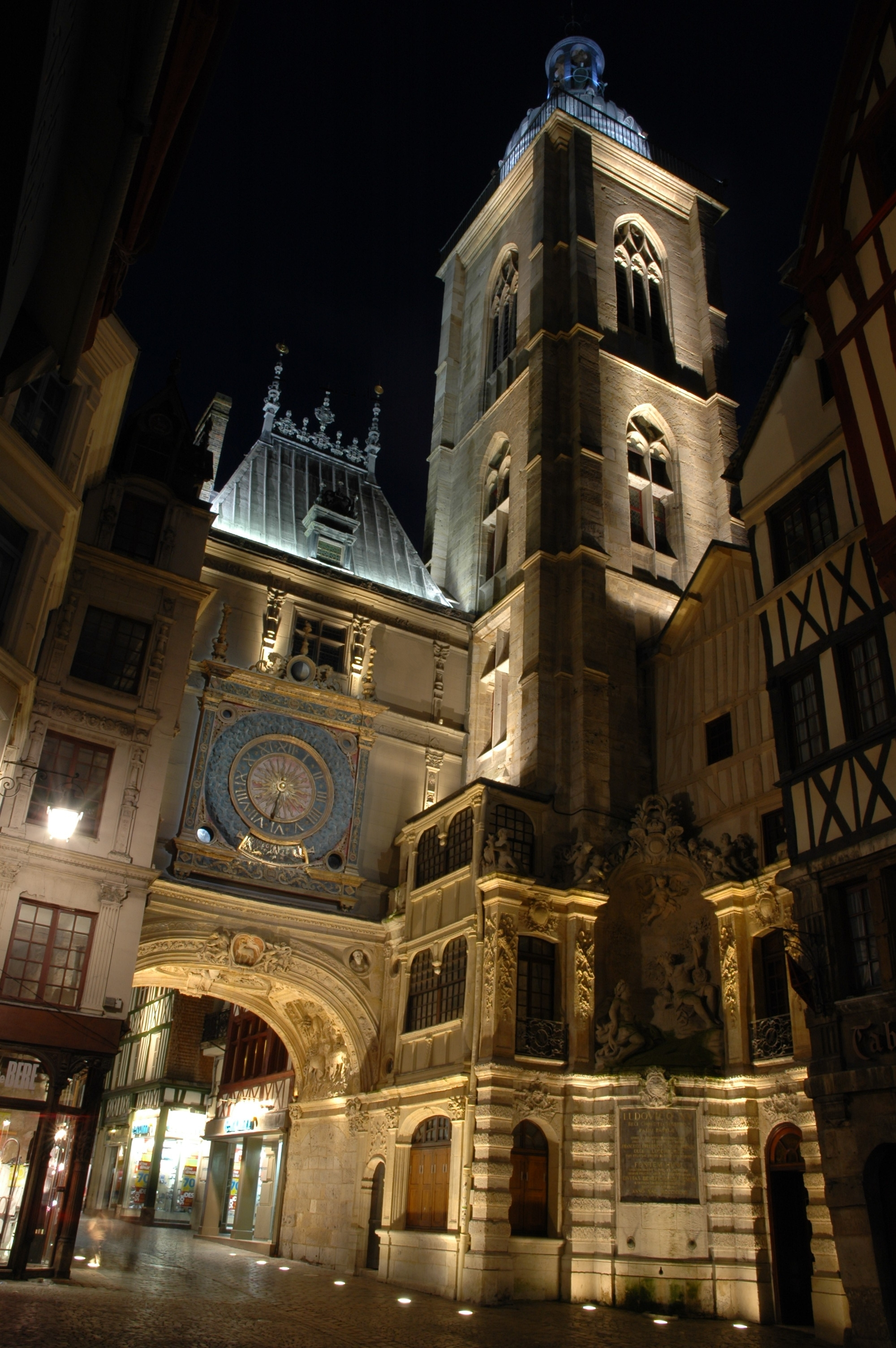
Il Gros Horloge di Rouen, costruito durante il Seicento

La rivolta dei Piedi Scalzi (Nus Pieds), un grande sollevamento popolare, interessò l'intera regione nel 1639, a causa della decisione del re Luigi XIII di estendere la tassazione delle gabelle all'intero territorio francese. Altre rivolte avevano scosso il Paese anche in precedenza, nel 1623 a Rouen e nel 1634.
Nel 1667 Jean-Baptiste Colbert creò la manifattura reale delle tele di Elbeuf e si ebbe un nuovo periodo di prosperità, con una diminuzione della pressione fiscale e la costruzione di castelli e residenze in stile classico (Balleroy, Beaumesnil, Cany, Flamamville).
A partire dal 1689 la guerra contro l'Inghilterra comportò diversi attacchi al litorale normanno. Nel 1692 la flotta francese subì una bruciante sconfitta nella battaglia di La Hogue nel Cotentin e nel 1694 le città di Le Havre e di Dieppe furono bombardate.
Le relazioni con l'America si intensificarono e si proseguì l'esplorazione del nuovo mondo: René Robert Cavelier de La Salle, di Rouen viaggiò nella regione dei Grandi Laghi negli Stati Uniti, in Canada e lungo il fiume Mississippi e la Louisiana. Honfleur e Le Havre furono i principali porti del commercio negriero in Francia e la tratta degli schiavi arricchì diverse famiglie normanne, come i Fouache.

#### Il secolo dei Lumi
Il XVIII secolo vide l'apogeo del traffico negriero, a favore dei ricchi borghesi di Le Havre, di Rouen e di Honfleur, soprattutto nell'attuale Alta Normandia. Nelle città si sviluppò l'industria del cotone e diverse manifatture furono impiantate nella periferia di Rouen, che restava il maggiore centro di produzione dei tessuti di lana.
L'agricoltura restò un'attività importante, con la produzione cerealicola e lattiera, e furono in progresso quella della carne e delle mele (sidro), mentre le vigne si ridussero. Scomparve progressivamente la tecnica di lasciare periodicamente i campi a riposo, ma la suddivisione in piccoli fondi forniva rendite mediocri.
La metallurgia era diffusa nella regione di Alençon e a Villedieu-les-Poêles proseguiva la tradizionale attività di fabbricazione di utensili in rame. A Rouen si producevano ancora vetro, ceramica, porcellana e si continuava l'attività di stampa. I cantieri navali si svilupparono a Le Havre, ma anche a Cherbourg, a Caen, a Rouen, a Villequier e a Dieppedalle. Nella vallata della Senna si sviluppò l'attività delle raffinerie di zucchero.
A partire dagli anni 1780 la crisi economica e dell'Ancien Régime colpì anche la Normandia e portò alla Rivoluzione francese.

#### La Rivoluzione francese in Normandia
Nel 1788-1789 i cahiers de doléances rivelarono le difficoltà e le attese dei Normanni: erano vivacemente contestati le corporazioni e i pedaggi, I cattivi raccolti, i progressi tecnici e gli effetti del trattato del commercio del 1786 influenzavano l'occupazione e l'economia della provincia. Le maggiori lamentele riguardavano il peso del carico fiscale.
I principali avvenimenti nella regione:
- estate del 1789: "Grande Paura" (Grande Peur), per le voci di un complotto aristocratico per schiacciare la Rivoluzione.
- 1790: creazione dei cinque dipartimenti normanni
- Charlotte Corday assassinò Marat. Le insurrezioni federaliste toccarono la Bassa Normandia e si rifiutò la leva di massa.
- Il periodo del Regime del Terrore vide l'applicazione della "scristianizzazione" e la cattedrale di Rouen fu trasformata in tempio della Ragione.
- A partire dal 1795 si diffuse in Bassa Normandia la rivolta realista della chouannerie, nata poco prima in Bretagna e diversi colpi di mano dei realisti furono portati a termine sotto il Direttorio.

### Il XIX secolo
Soprattutto nella parte orientale, l'Alta Normandia, dopo le guerre rivoluzionarie e il periodo napoleonico vi fu un nuovo periodo di crescita economica a partire dal 1815:
- abolizione del commercio negriero:
- miglioramento delle vie di comunicazione: battelli a vapore sulla Senna e inaugurazione della ferrovia tra Parigi e Rouen nel 1843, estesa a Le Havre nel 1848;
- meccanizzazione dell'industria tessile con l'utilizzo della forza idraulica, con effetti sociali di proletarizzazione, disoccupazione, esodo dalle campagne ed emigrazione negli Stati Uniti.

I cambiamenti industriali si rifletterono anche nelle arti. Nella seconda metà del XIX secolo nacque l'impressionismo e numerosi dipinti sono ispirati da località normanne, come le scogliere di Étretat o la cattedrale di Rouen. Sono inoltre normanni diversi scrittori, come Jules Barbey d'Aurevilly, Guy de Maupassant, Gustave Flaubert, Alexis de Tocqueville, Casimir Delavigne e Alphonse Allais. Victor Hugo, che si opponeva a Napoleone III, fu costretto all'esilio a Jersey e poi a Guernesey e la figlia Leopoldina annegò nella Senna a Villequier nel 1843.
Durante la guerra franco-prussiana del 1870 la città di Rouen venne occupata dall'esercito prussiano.

### La Normandia nella seconda guerra mondiale
Durante la seconda guerra mondiale la Normandia fu uno dei due punti di partenza (insieme alla Provenza) dell'offensiva alleata che mise fine all'occupazione nazista. Il 6 giugno del 1944 fu lanciata l'Operazione Overlord, il maggiore sbarco di tutta la storia militare, condotta contemporaneamente su diverse spiagge del Calvados e della Manica. Vi presero parte truppe degli Stati Uniti, della Gran Bretagna e del Canada e contingenti francesi e polacchi. Lo sbarco fu l'inizio della battaglia di Normandia, che si concluse solo il 12 settembre con la capitolazione della guarnigione di Le Havre, quando diverse regioni della Francia erano già state liberate.
Un gran numero di cimiteri militari e musei di cimeli esistono nella regione a ricordo del periodo e si conservano fortificazioni in cemento (soprattutto lungo la costa), dette Blockhaus, le quali appartenevano al Vallo Atlantico, costruito dalle truppe hitleriane.
Nel dopoguerra numerosi centri cittadini e infrastrutture dovettero essere ricostruiti dopo le devastazioni della guerra. A Rouen andarono distrutte diverse case medioevali con le facciata a travature di legno e la stessa cattedrale fu in parte risparmiata. Scomparve il centro storico di Lisieux, dove si salvò miracolosamente solo la cattedrale di San Pietro e la nuova basilica che era in corso di costruzione. Numerosi edifici andarono distrutti a Caen, mentre la cittadina di Saint-Lô fu quasi interamente distrutta.

### Isole anglo-normanne o isole del Canale
Le isole anglo-normanne furono popolate da genti di origine bretone fino alle invasioni vichinghe.
Fecero parte del ducato di Normandia tra il 933 e il 1204. In seguito divennero dipendenze autonome della corona britannica, conservando leggi e tradizioni normanne.
Alla fine della guerra dei cent'anni la riconquista francese del ducato di Normandia, con la successiva annessione alla Francia, non si estese a queste due isole, che restarono dunque come ducato di Normandia ai re di Inghilterra.
Tuttora i re di Inghilterra conservano il titolo di duca di Normandia e dalla loro persona dipendono direttamente le isole, che tuttavia non fanno parte formalmente del Regno Unito (e quindi neppure dell'Unione europea).

## Geografia fisica

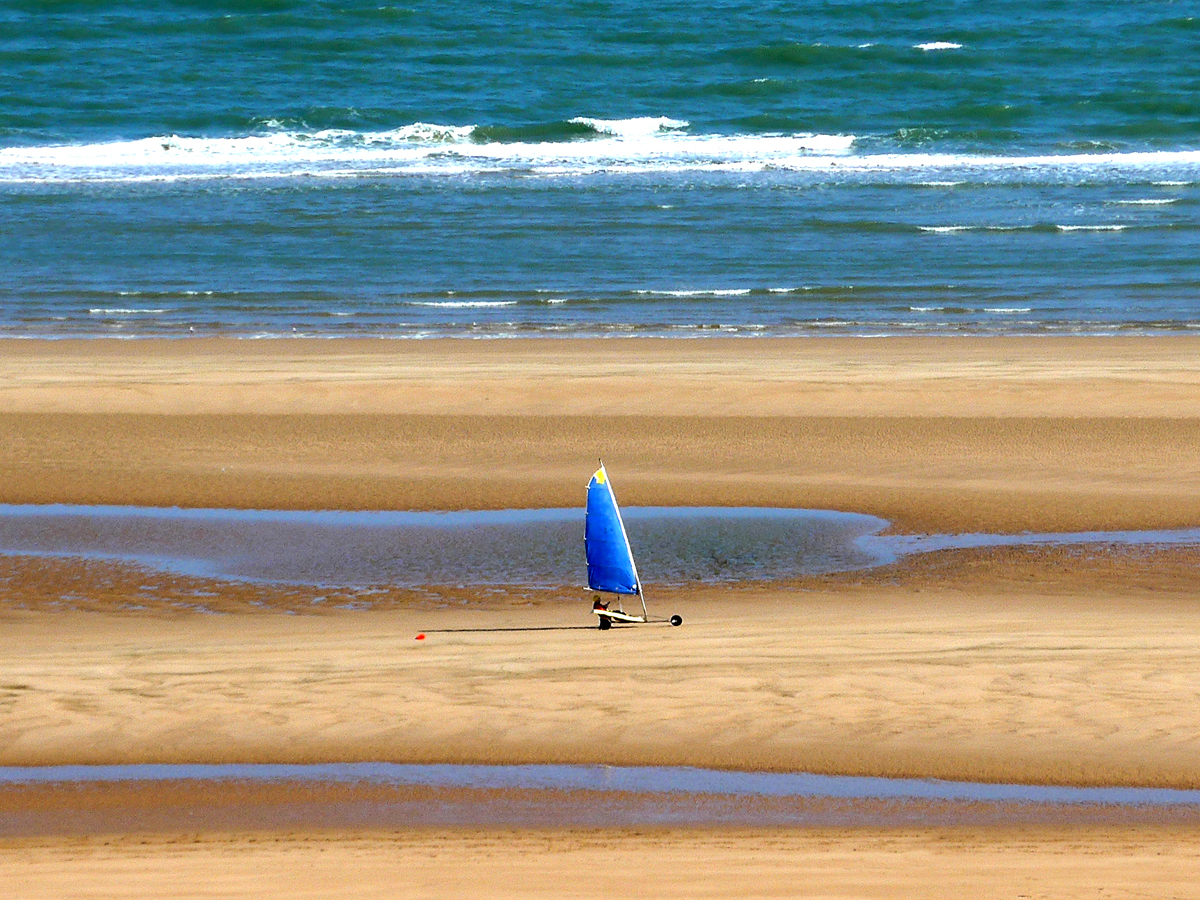
Carro a vela in Normandia.

La Normandia è una creazione storica e non ha una vera unità geografica: si divide tra le due grandi regioni naturali del nord della Francia, costituite dal bacino parigino e dal massiccio armoricano. La divisione geografica non è seguita neppure nella vecchia suddivisione amministrativa in due regioni dove il confine tra le due zone attraversava da nord a sud i dipartimenti del Calvados e dell'Orne. La differenza paesistica è tuttavia poco accentuata, poiché entrambe le regioni godono dello stesso clima e praterie e campi coltivati si ritrovano identici in entrambe.
Le coste presentano aspetti molto diversi: alte scogliere nella regione di Caux (Costa d'Alabastro), vaste spiagge di sabbia fine nel Calvados (regione di Auge, Bessin, Costa fiorita) e grande varietà nella Manica, con promontori elevati nel nord della penisola del Cotentin e litorali bassi e sabbiosi nella zona di Saint-Vaast e del Mont Saint Michel.
Le principali regioni naturali sono:
- la regione di Caux
- la regione di Bray
- le paludi Vernier
- il Vexin normanno
- la Svizzera normanna
- il Roumois
- il Lieuvin
- la campagna di Neubourg
- la campagna di Évreux
- la campagna di Saint-André
- il paese d'Ouche
- il paese d'Auge
- l'Hiémois
- il Houlme
- il Bessin
- il Bocage virois
- il Cotentin
- la regione di Avranches

I fiumi sono rappresentati dalla Senna e dai suoi affluenti (Epte, Andelle, Eure, Risle) e inoltre da un certo numero di fiumi costieri (Bresle, Touques, Dives, Orne, Vire, Sée, Sélune, Couesnon. Vi si trova anche il più breve fiume di Francia, la Veules, nella Senna Marittima.
Fra le riserve naturali ci sono il Parco regionale delle paludi del Cotentin e del Bessin e il parco naturale regionale delle anse della Senna normanna.

## Cultura

### Lingua normanna
Il normanno è la lingua regionale, ancora parlato oggi nel Cotentin e nella regione di Caux, oltre che nelle isole anglo-normanne (con la variante del jersiais).

### Prodotti agricoli e gastronomici

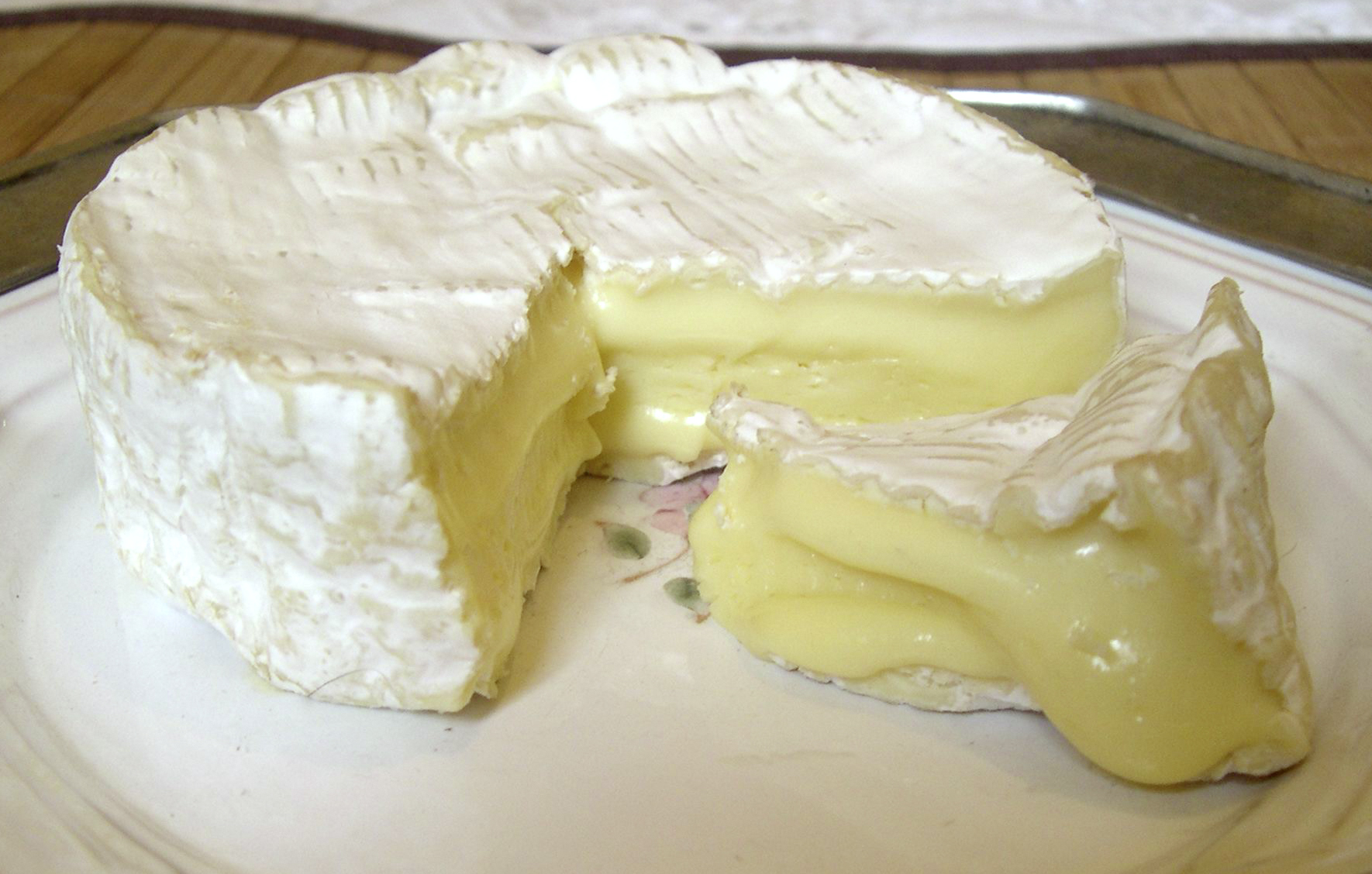
Il celebre formaggio Camembert.

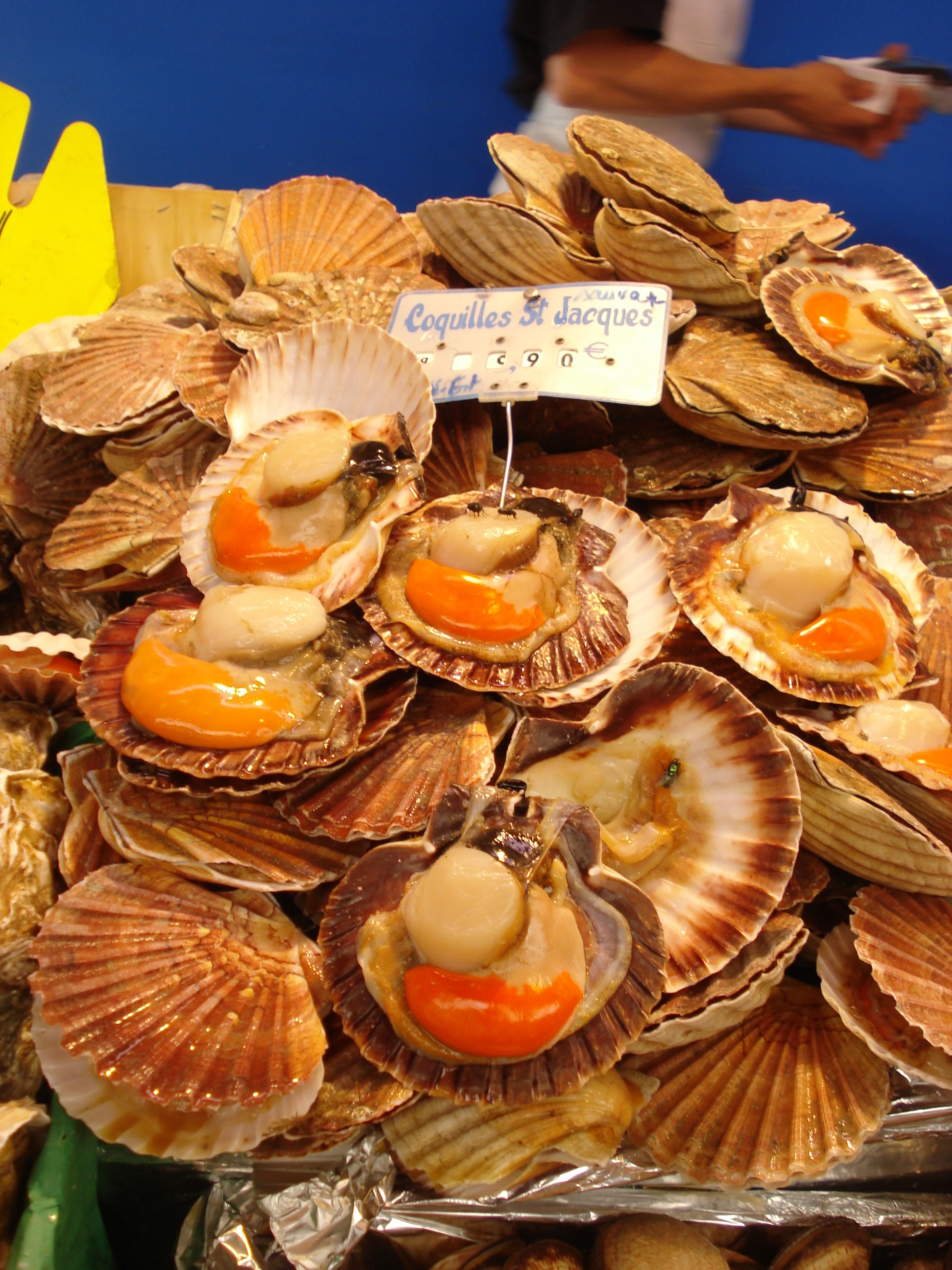
Le Capesante.

La gastronomia normanna si basa principalmente su quattro prodotti provenienti dal territorio: la mela, il latte, la carne e i prodotti ittici (frutti di mare). Questi prodotti costituiscono la base di numerose specialità regionali come burro, sidro, pommeau, etc.
Nei frutteti vengono coltivate, oltre alle mele, pere, ciliegie, prugne... Tuttavia, la mela è un ingrediente essenziale della cucina normanna sia per le mele da tavola che le mele da sidro.
Anche se la coltivazione dei meli è una pratica molto antica in Normandia, è solo intorno al XVI secolo che i frutteti si sono sviluppati nelle grandi proprietà di membri del clero o della nobiltà, arrivando a occupare una gran parte delle campagne della regione del Perche nei secoli XVII e XVIII. Vi si coltivavano essenzialmente mele da sidro, bevanda divenuta popolare e prodotta in quasi tutte le fattorie del Perche.
Nel XIX secolo l'attività agricola di questa regione vede una progressiva specializzazione nell’allevamento bovino ed equino, pur mantenendo attiva la produzione del sidro. Il Perche diviene pertanto un territorio di policoltura-allevamento la cui peculiarità è rappresentata dai campi per la coltivazione piantati a meleti.
Dall'elaborazione delle mele o delle pere si ottiene:
- il celebre calvados, ottenuto dalla distillazione delle mele da sidro;
- il sidro, di cui la Normandia insieme alla Bretagna, è una delle principali produttrici, è una bevanda alcolica ottenuta dalla fermentazione dei frutti di alcune piante della sottofamiglia delle Pomoideae (mele, mele cotogne e pere), di cui la regione abbonda;
- Il pommeau, un aperitivo alcolico che si ottiene da un misto di succo di mela non fermentato e calvados;
- il poiré, bevanda alcolica frizzante simile al sidro. Si ottiene dalla fermentazione del succo di pera ottenuto dalle "pere per il poiré".

I bovini della razza normanna, riconoscibili per il manto e per le macchie inconfondibili attorno agli occhi (chiamate "gli occhiali"), e del Jersey sono conosciuti per la qualità del latte e sono celebri i formaggi prodotti nella regione.
La Normandia produce quattro formaggi DOC quali:
- il camembert di Normandia;
- il livarot, chiamato anche il "colonnello" per via delle cinque bande di falasco che avvolgono il formaggio;
- il neufchâtel;
- il pont-l'évêque

L'allevamento zootecnico in Normandia è estremamente sviluppato, costituendo, anche dal punto di vista economico, uno dei maggiori fattori di sviluppo.
Per quanto riguarda i prodotti ittici, dalla costa normanna si possono gustare gamberetti (il gamberetto grigio di Honfleur), cozze (la cozza "bionda" di Barfleur), capesante, etc.
La Normandia è inoltre la seconda regione produttrice di ostriche in Francia.

## Eventi
Nel 2013 è stata creata la Fête des Normands (festa dei normanni), una festa regionale della Normandia che viene celebrata intorno al 29 settembre di ogni anno su tutto il territorio normanno, in Francia o all'estero.

### Religione
I duchi di Normandia, poi i re di Francia, hanno incoraggiato lo sviluppo del monachesimo normanno: la regione conta numerose abbazie: a Mont-Saint-Michel, a Caen, l'abbazia di Saint-Ouen a Rouen, di Jumièges, di Hambye, di Fécamp, e molte altre.
Fra i santi normanni troviamo Santa Teresa di Lisieux, Giovanna d'Arco (martirizzata a Rouen), san Tommaso Becket (anglo-normanno) e altri. Ma è l'arcangelo Michele che è da lungo tempo il più venerato nella regione.
L'anglicanesimo è la religione di Stato nelle isole del Canale, ma sono rappresentate anche le minoranze cattoliche e metodiste.

### Simboli

Stemma della Normandia

Il simbolo della regione è lo stemma rosso con due leoni dorati. Tuttavia alcuni preferiscono lo stemma con tre leoni; il terzo sarebbe stato introdotto da Riccardo Cuor di Leone. Generalmente la Normandia continentale francese usa lo stemma con due leoni, quella insulare britannica quello con tre.
La bandiera normanna è identica allo stemma, e reca due leoni d'oro su fondo rosso
Un simbolo detto Croce di sant'Olaf, con una doppia croce scandinava dorata su fondo rosso, è usato da alcune associazioni culturali che rivendicano l'eredità vichinga dei normanni.

Bandiera normanna
Croce di sant'Olaf
Bandiera normanna con tre leoni

### Politica
La regione è governata da un Consiglio regionale, presieduto dal Presidente del Consiglio regionale della Normandia.
Il "movimento normanno" (Le mouvement normand), rappresentato dalla figura emblematica di Didier Patte, ha lottato contro la divisione della Normandia in due regioni amministrative.

## Turismo

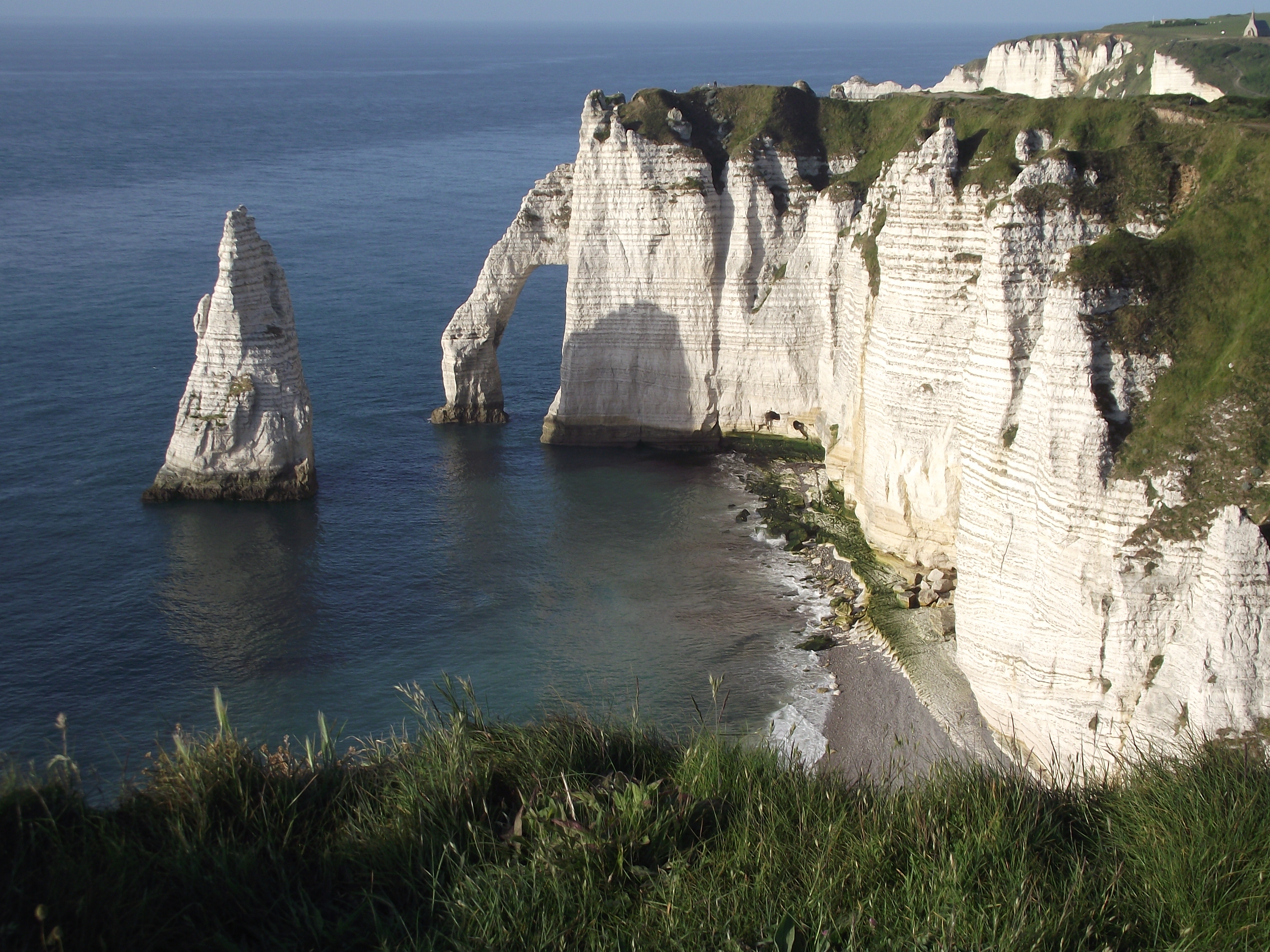
Étretat.

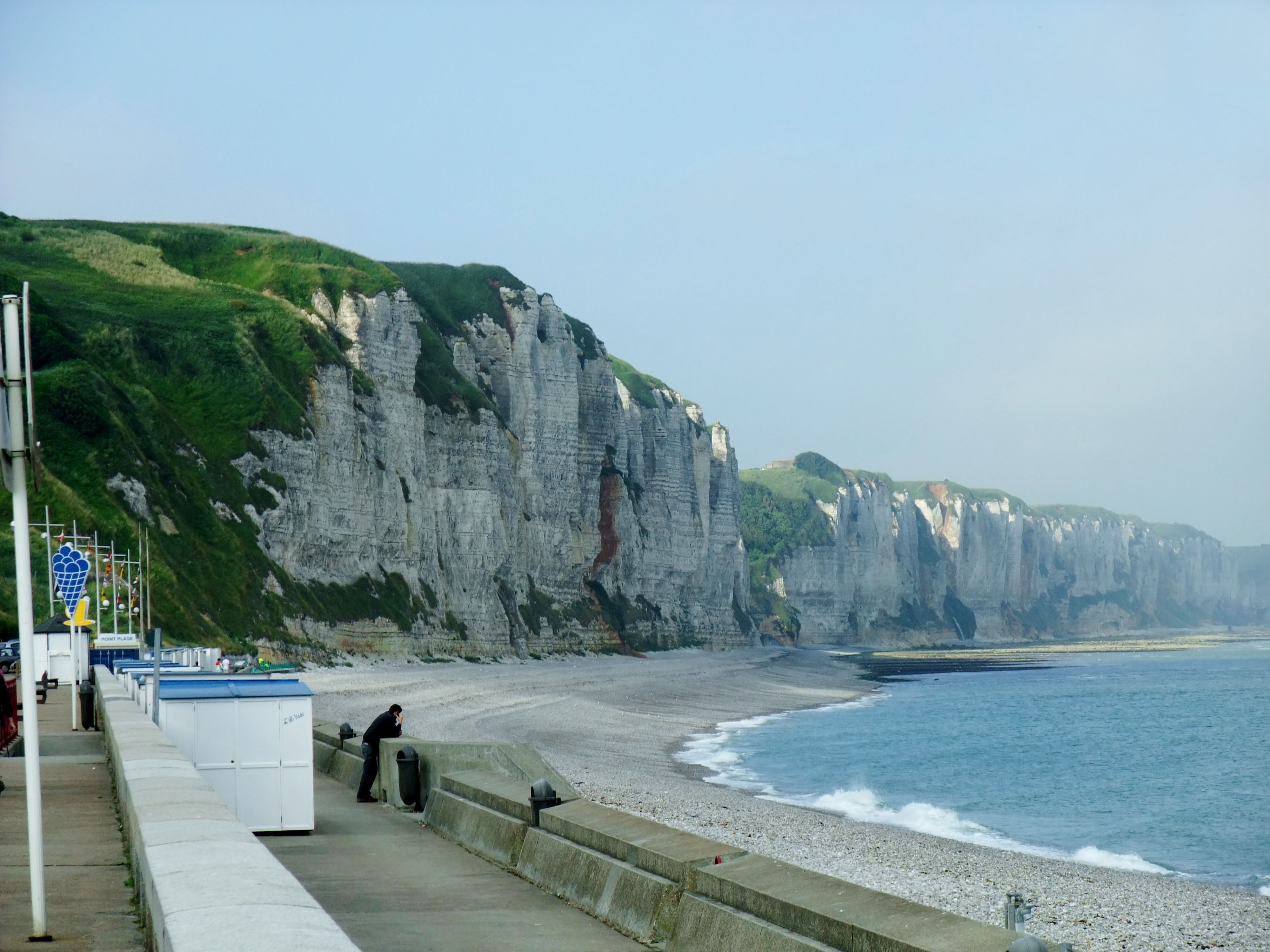
Fécamp.

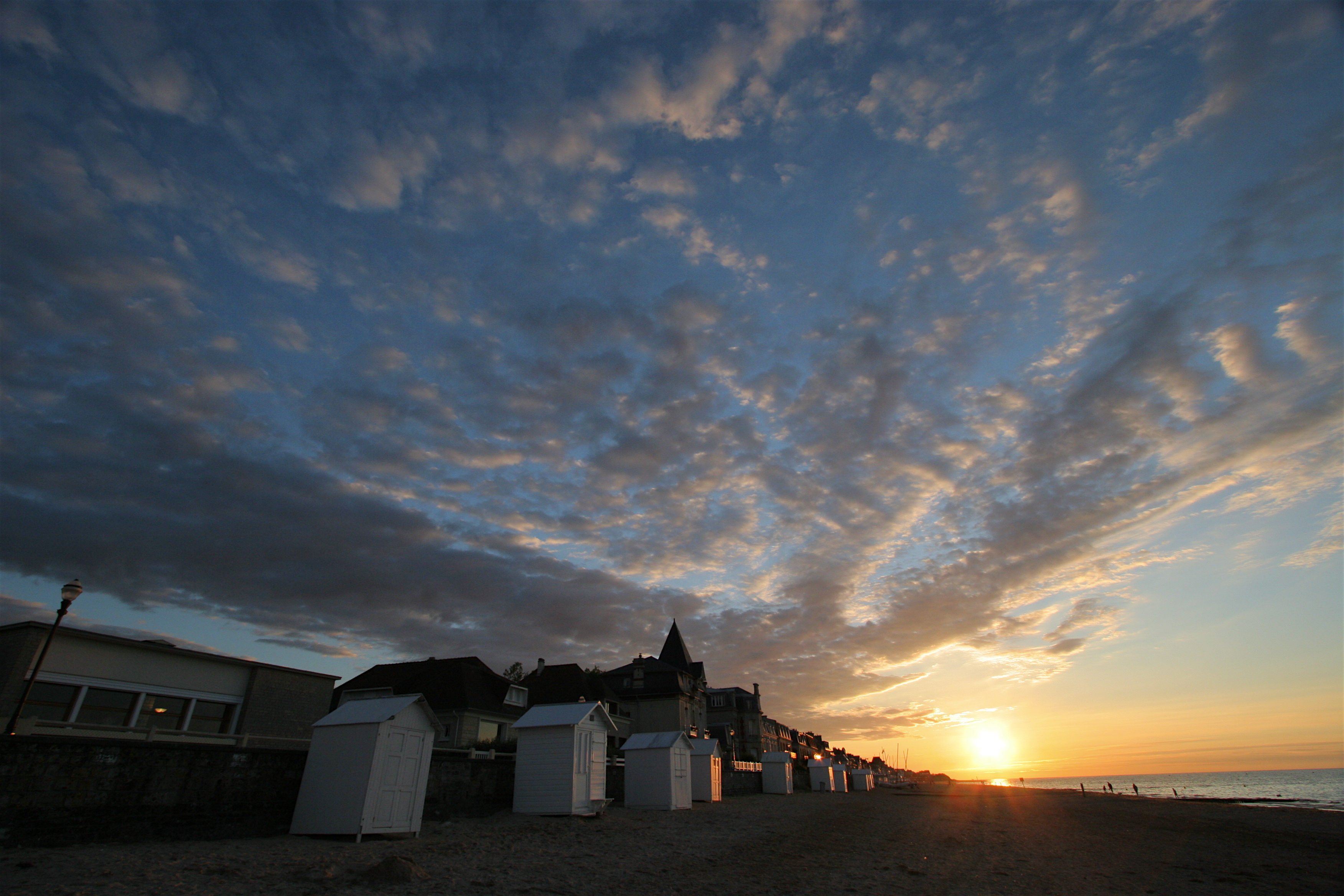
Saint-Aubin-sur-Mer.

La Normandia è una delle Regioni della Francia più visitate. Offre paesaggi verdeggianti e assai diversi che va dalla lussureggiante campagna alla costa frastagliata e ricca di falesie e dirupi, dalla Svizzera normanna alle città d'arte ricche di monumenti e fascino d'altri tempi. Un percorso storico che va dalle invasioni dei Vichinghi allo Sbarco in Normandia del 1944.

### Località balneari
- Costa d'Alabastro:
  - Le Tréport
  - Criel-sur-Mer
  - Dieppe
  - Veules-les-Roses
  - Fécamp
  - Yport
  - Étretat
  - Le Tilleul
- Côte Fleurie:
  - Cabourg
  - Deauville
  - Honfleur
  - Houlgate
  - Merville-Franceville-Plage
  - Trouville-sur-Mer
  - Villers-sur-Mer
- Côte de Nacre
  - Arromanches-les-Bains
- Bernières-sur-Mer
- Grandcamps-les-Bains
- Lion-sur-Mer
- Luc-sur-Mer
- Port-en-Bessin-Huppain
- Saint-Aubin-sur-Mer
- Saint-Laurent-sur-Mer

### I più bei villaggi di Francia

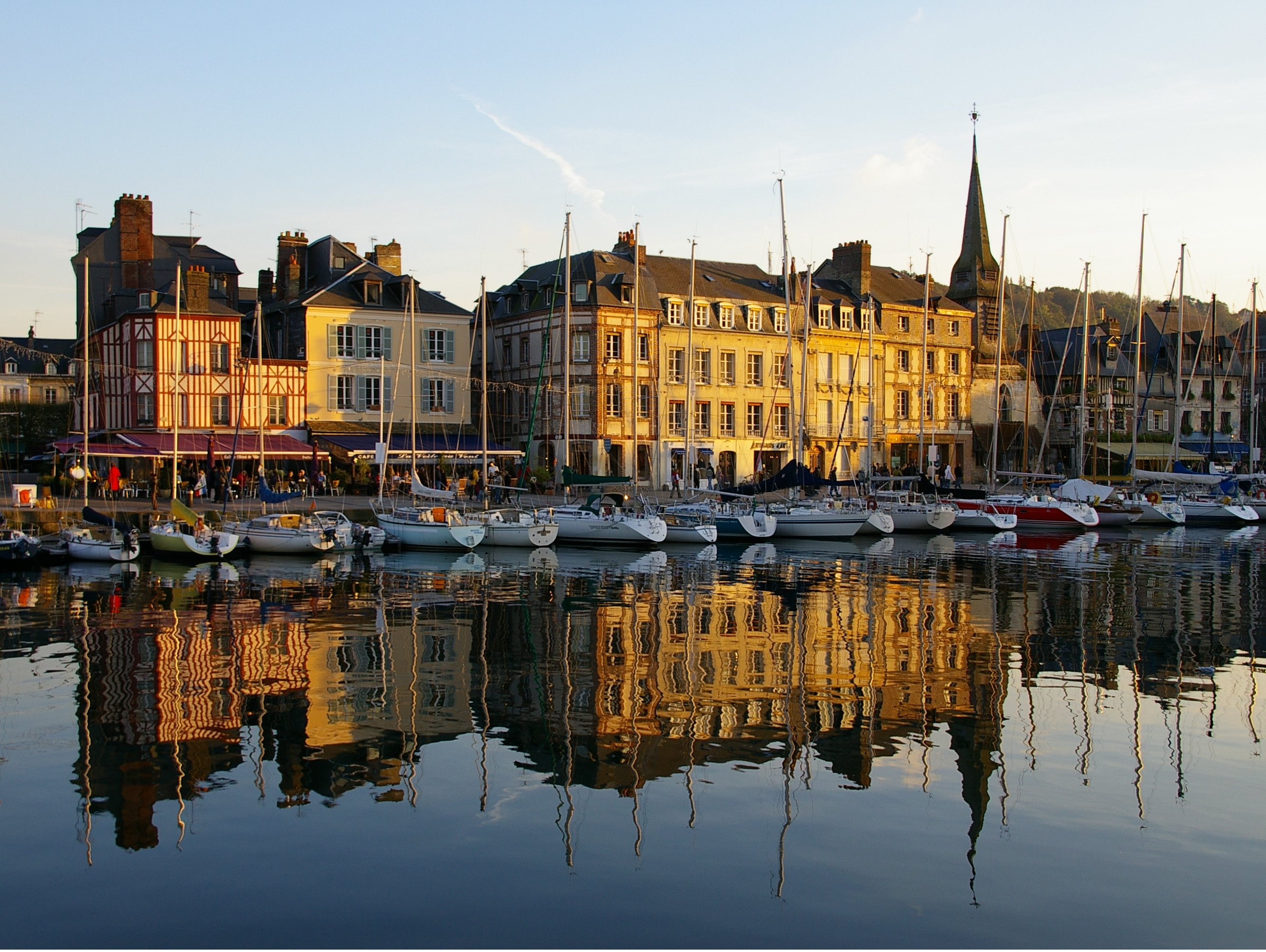
Il porticciolo di Honfleur.

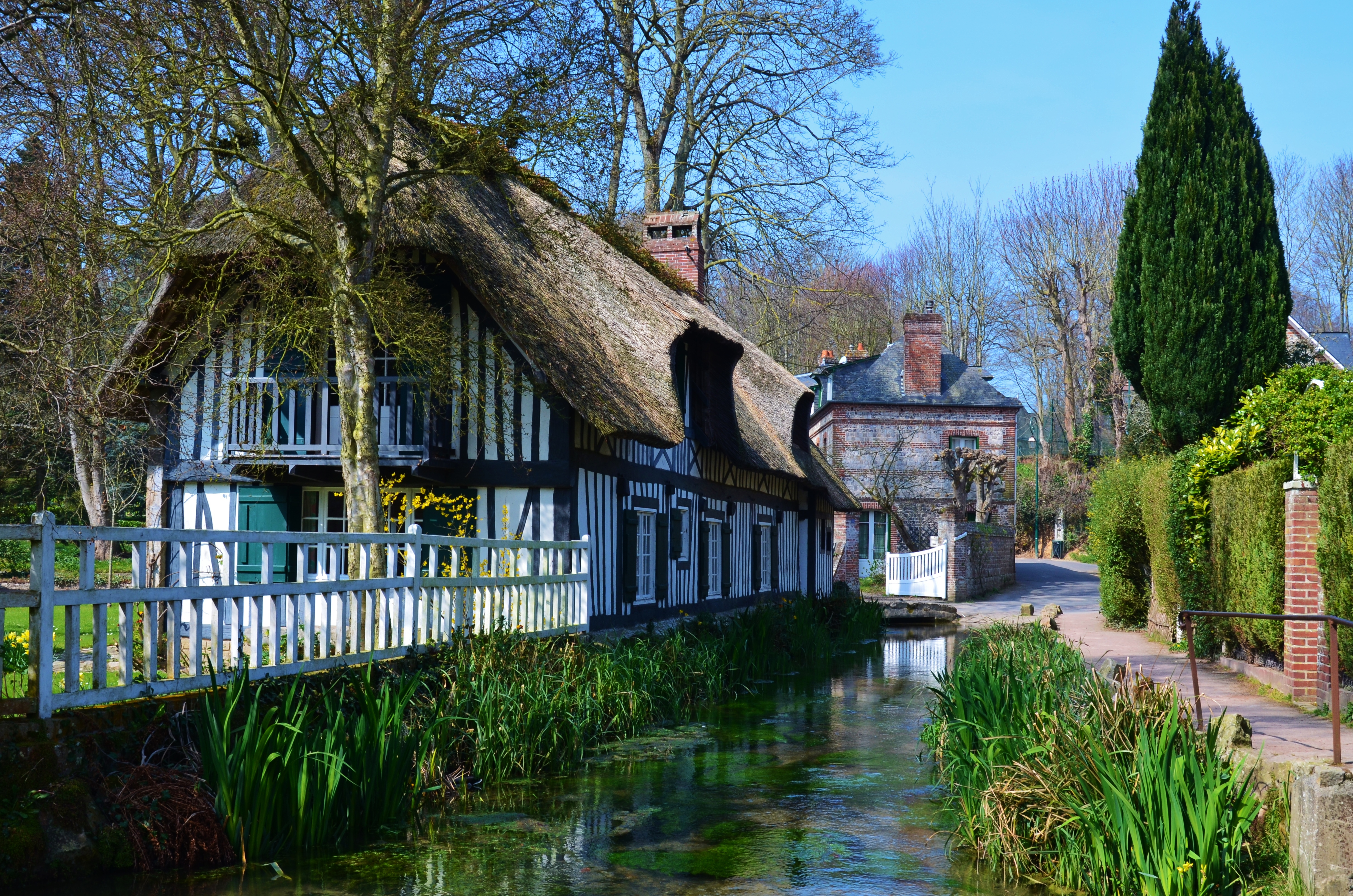
Tipiche case a graticcio a Veules-les-Roses.

Riporta i villaggi ritenuti più belli della regione, molti anche dal sito ufficiale
- Barfleur
- Honfleur
- Le Bec-Hellouin
- Veules-les-Roses
- Saint-Céneri-le-Gérei
- Beuvron-en-Auge
- Lyons-la-Forêt
- Louviers
- Domfront
- Bellême
- Pont-Audemer

### Città d'arte

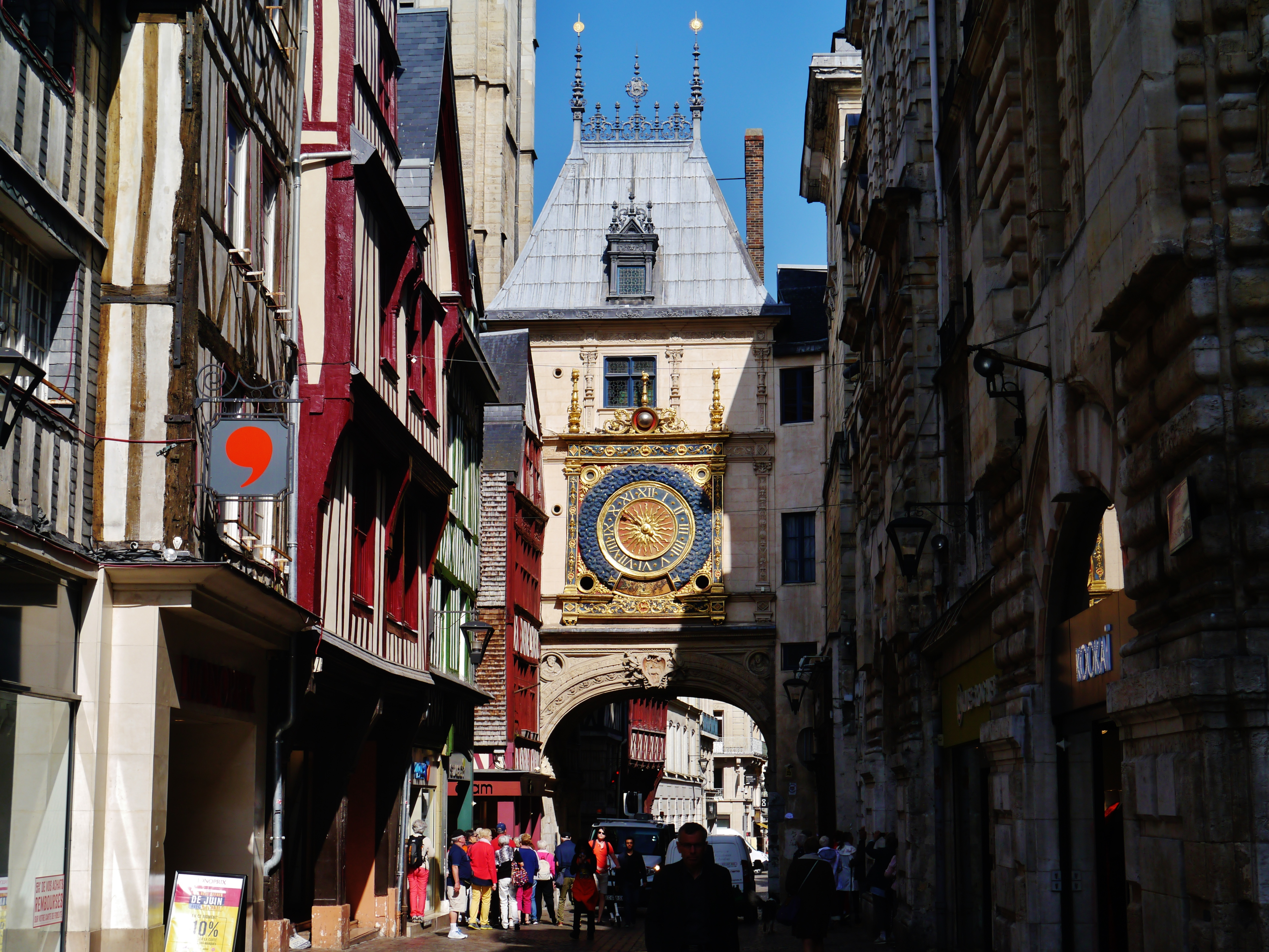
Il centro di Rouen con il Gros-Horloge.

Notevole è il patrimonio artistico regionale, con opere che vanno dal romanico al gotico, con capolavori di finissimo livello. Importanti musei con collezioni pittoriche, dei pizzi (Alençon), degli arazzi (Arazzo di Bayeux).
Le città della regione sono ricche di luoghi con atmosfere medievali, con case a graticcio, canali. Le campagne sono puntellate di castelli nobiliari e antiche abbazie.
La città di Rouen, con le sue architetture gotiche, e Caen, con il castello e le abbazie romaniche, sono tra le mete più visitate.
- Rouen
- Caen
- Bayeux
- Le Mont-Saint-Michel (UNESCO)
- Gisors
- Lisieux
- Alençon
- Évreux
- Coutances
- Sées
- Vernon

### Castelli e fortezze
- Castello di Gaillard
- Castello di Gaillon

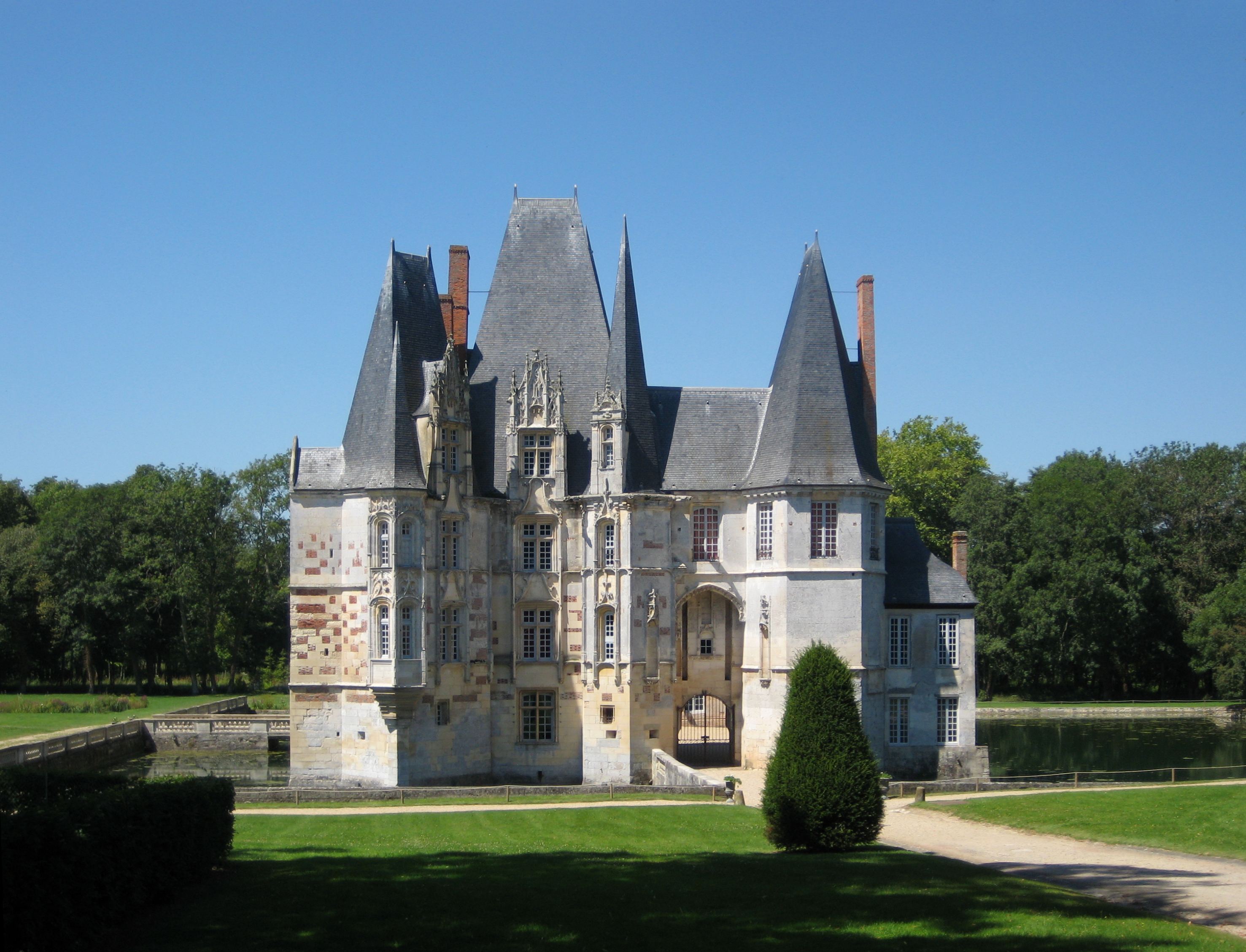
Il Castello d'Ô

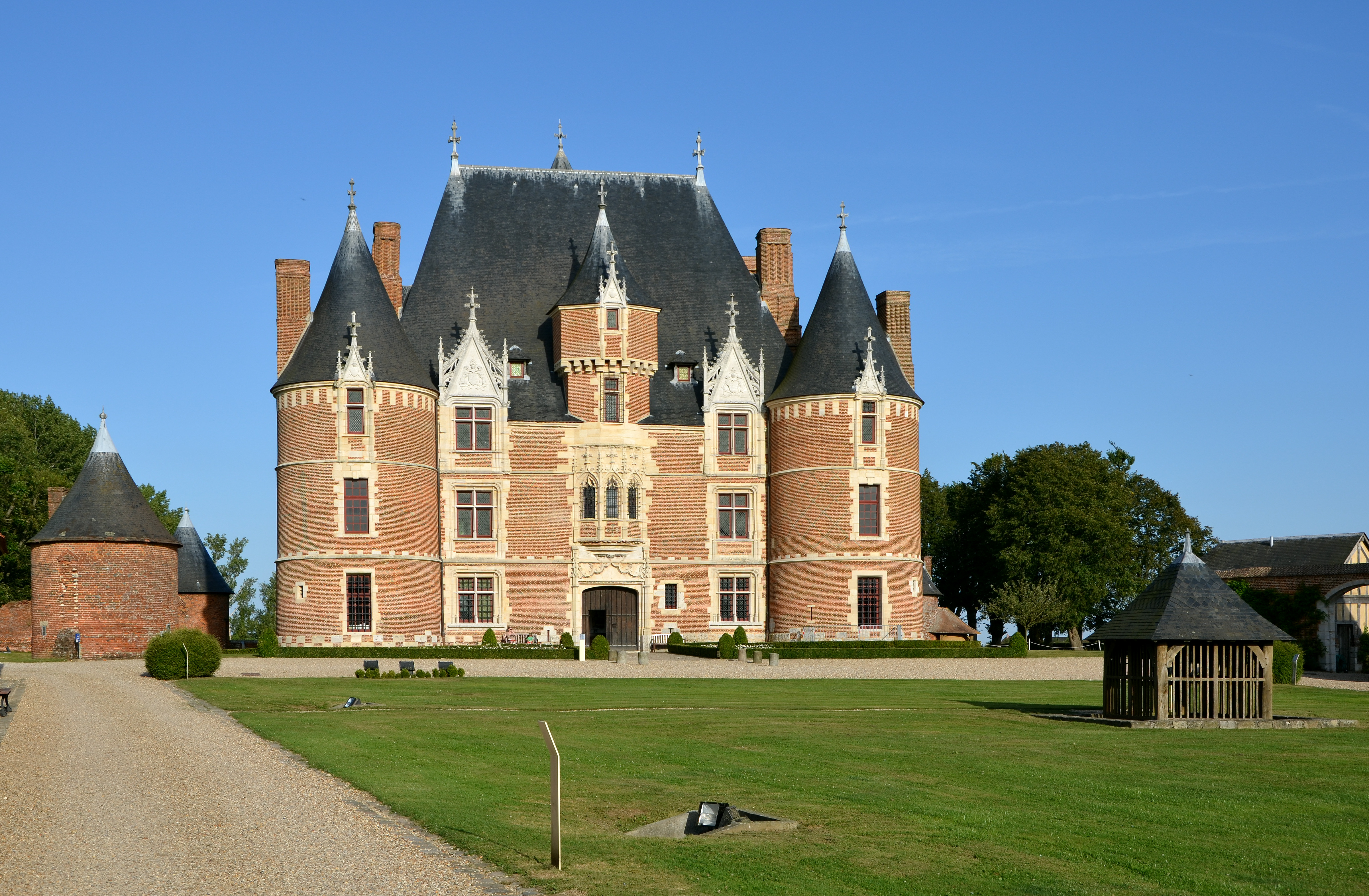
Il Castello di Martainville

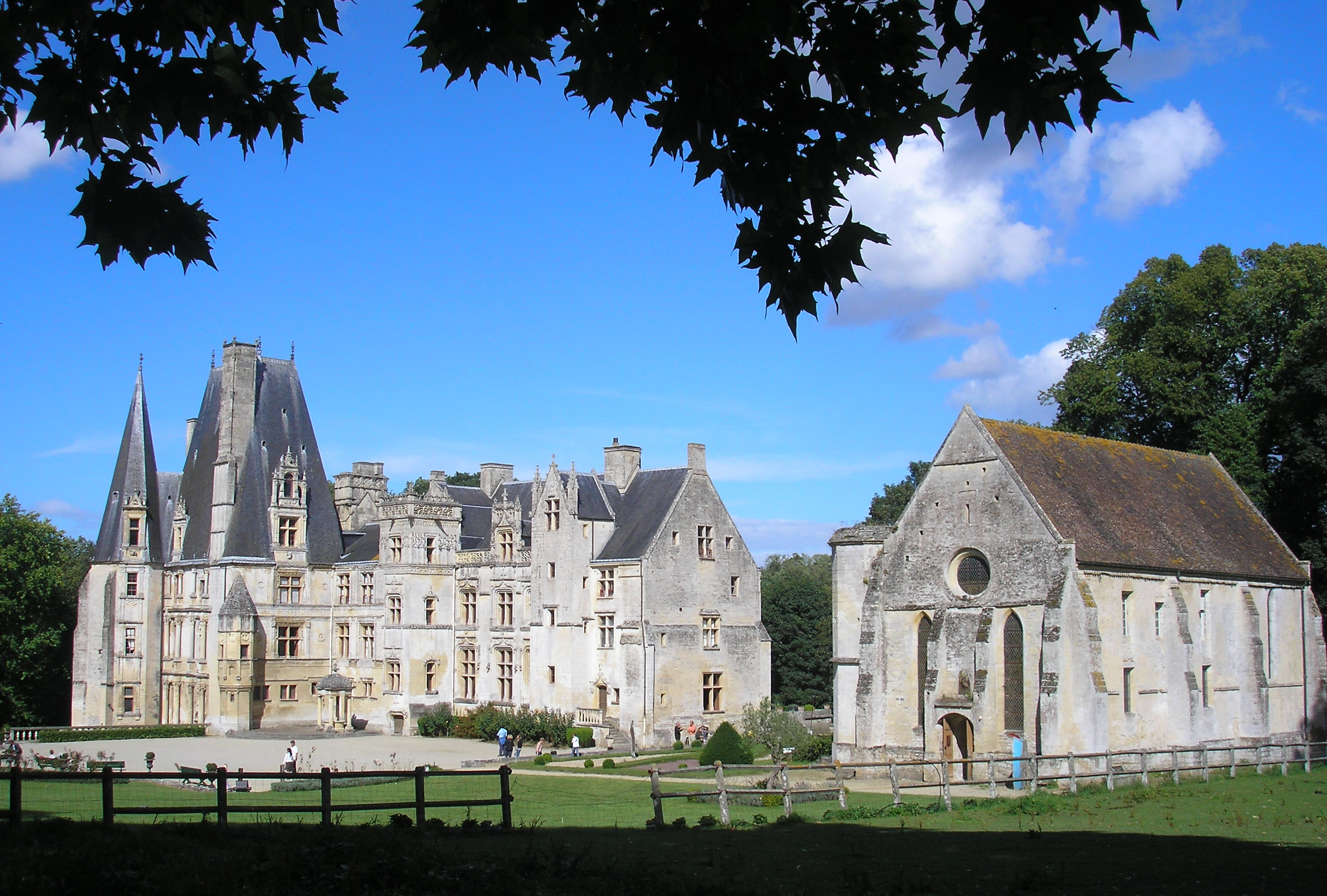
Il Castello di Fontaine-Henry

- Castello di Guglielmo il Conquistatore a Caen
- Castello di Crèvecœur
- Castello d'Eu
- Castello d'Ô
- Castello di Harcourt
- Castello di Vaudroc, a Limpiville
- Castello di Valmont
- Castello di Taillis, a Duclair
- Castello di Mesnières, a Mesnières-en-Bray
- Castello di Martainville
- Castello di Balleroy
- Castello di Creully
- Castello di Fontaine-Henry
- Castello di Manneville, a Lantheuil
- Castello di Saint-Germain-de-Livet
- Castello di Versainville
- Castello di Beaumesnil
- Castello di Chambray, a Gouville
- Castello dei Leroux, a Saint-Aubin-d'Écrosville
- Castello di Champ-de-Bataille, a Neubourg
- Castello di Tilly, a Boissey-le-Châtel
- Maniero di Brion, a Dragey-Ronthon
- Castello di Carrouges

### Cattedrali, santuari e abbazie
- Cattedrale di Rouen
- Cattedrale di Bayeux
- Cattedrale di Coutances
- Cattedrale di Évreux
- Cattedrale di Lisieux
- Basilica di Santa Teresa
- Abbazia di Mont-Saint-Michel

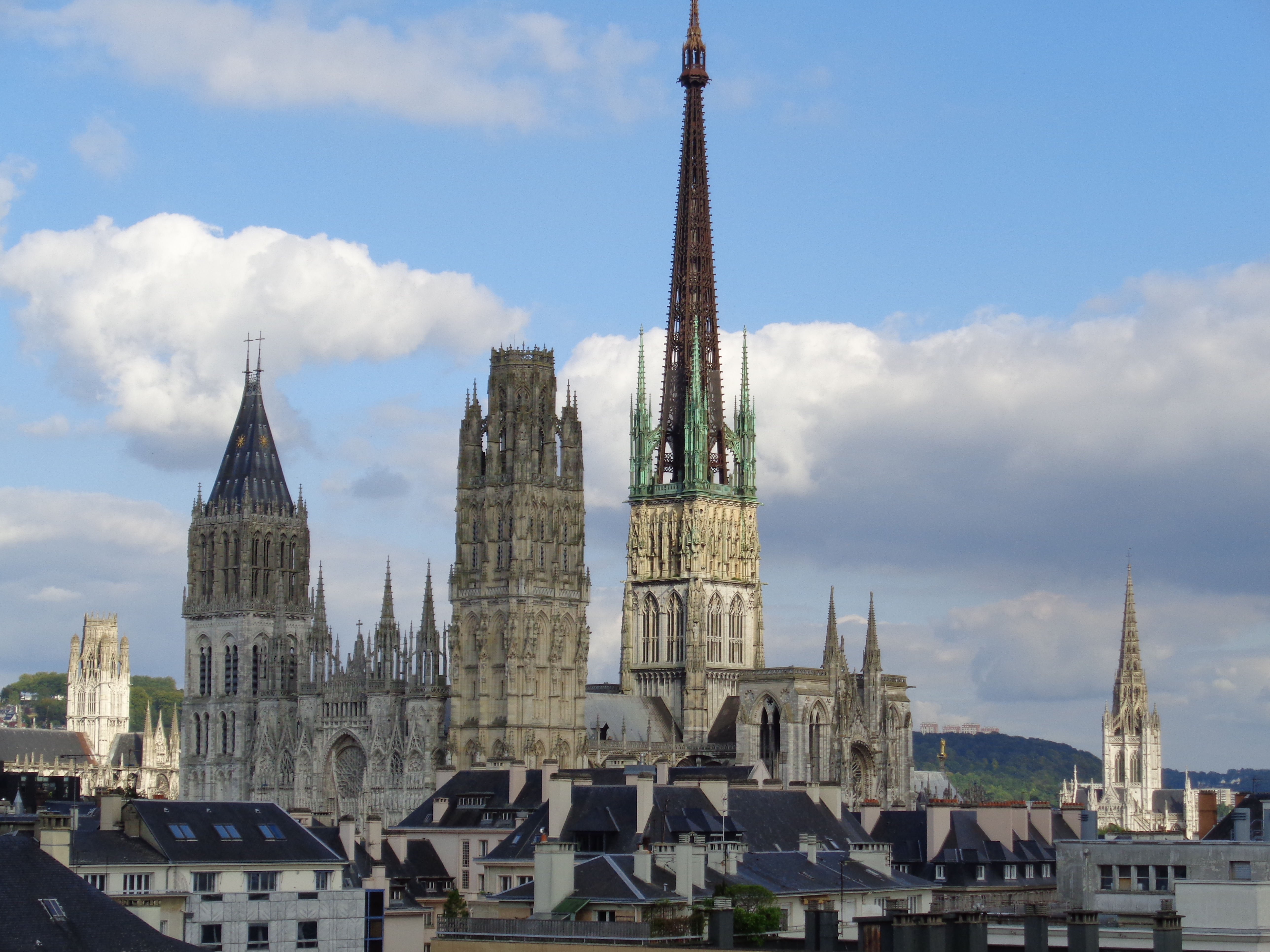
La Cattedrale di Rouen.

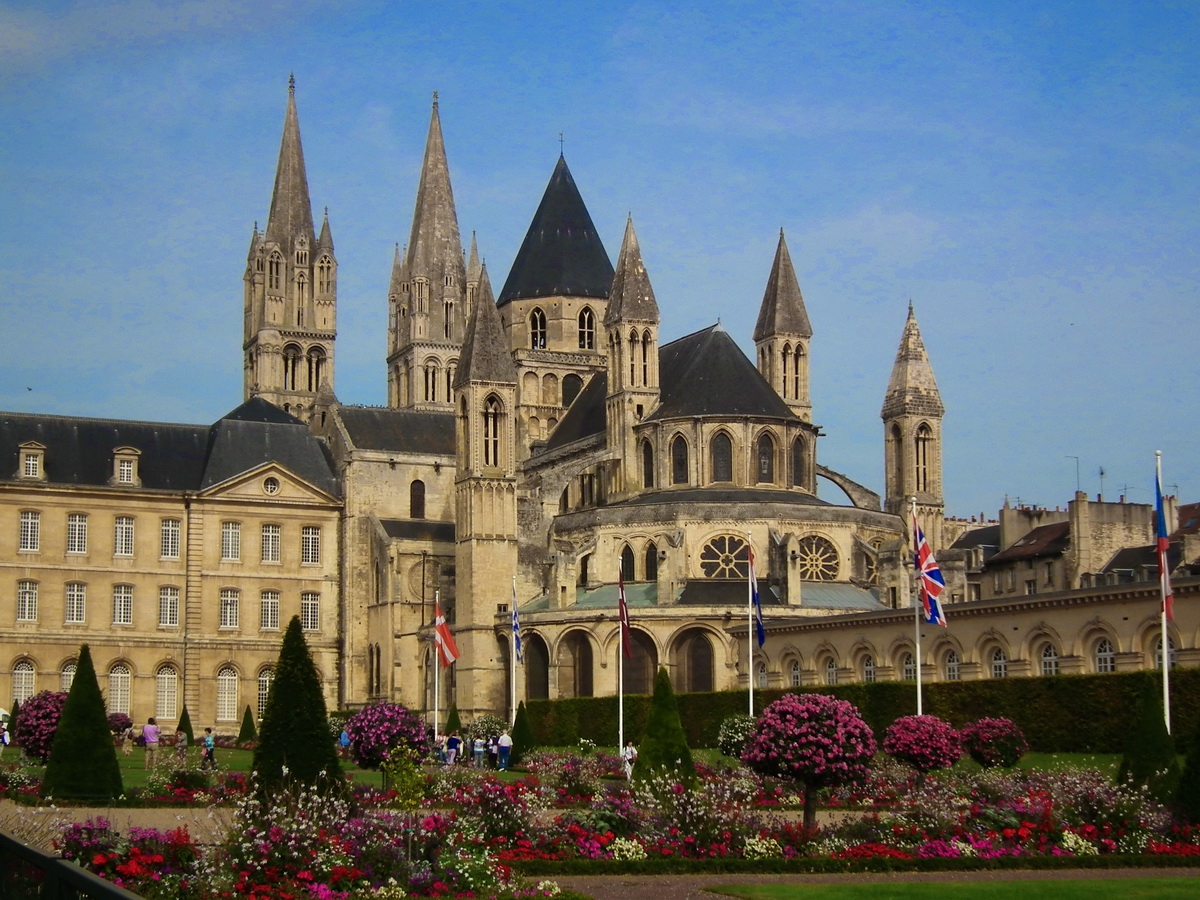
L'Abbazia degli uomini di Caen.

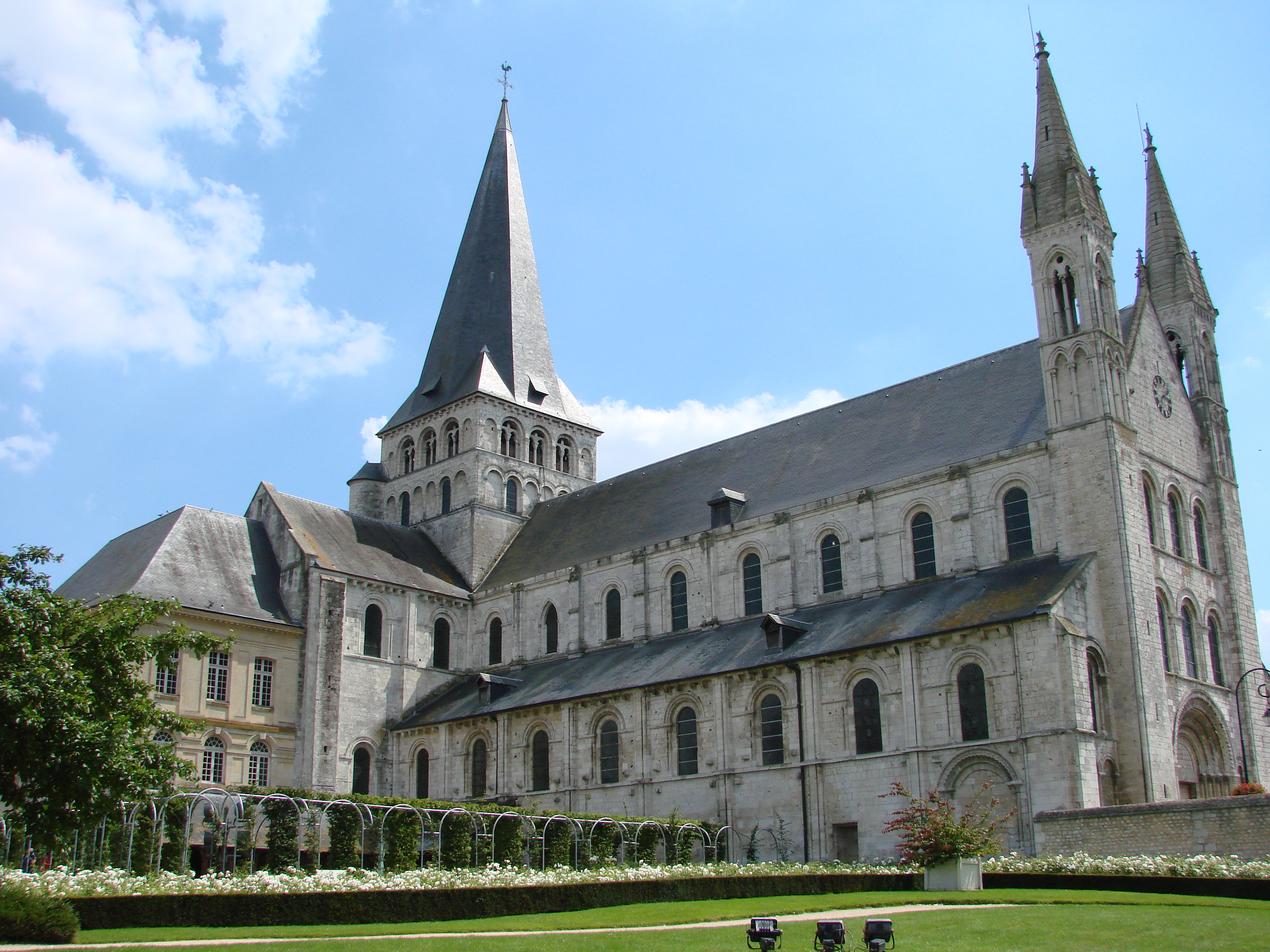
L'Abbazia di San Giorgio di Boscherville.

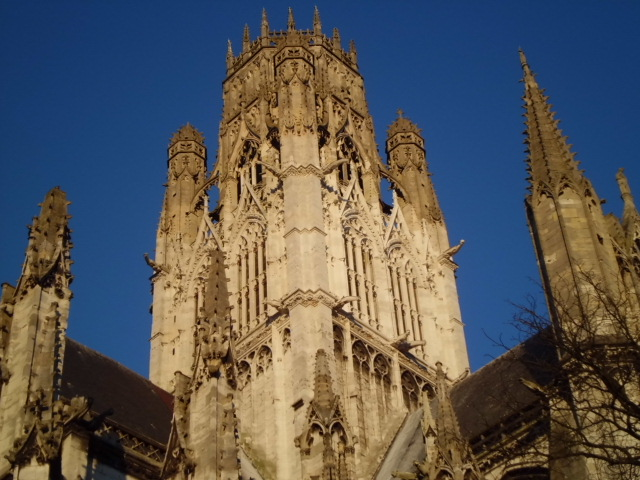
Particolare della Chiesa abbaziale di Saint-Ouen, Rouen

- Abbazia degli uomini con la Chiesa di Santo Stefano, Caen
- Abbazia delle donne, Caen
- Abbazia di Saint-Ouen, Rouen
- Abbazia di Jumièges
- Abbazia della Santissima Trinità, Fécamp
- Abbazia di Saint-Wandrille de Fontenelle, Saint-Wandrille-Rançon
- Abbazia di San Giorgio di Boscherville, Saint-Martin-de-Boscherville
- Abbazia di Bernay
- Abbazia di Notre-Dame du Bec, Le Bec-Hellouin
- Abbazia di Cerisy-la-Forêt
- Abbazia di Savigny
- Abbazia di Hambye
- Abbazia della Santissima Trinità di La Lucerne, La Lucerne-d'Outremer
- Abbazia di Lonlay
- Abbazia di Notre-Dame de la Trappe, Soligny-la-Trappe